# Đường sắt Việt Nam

Logo của Tổng công ty Đường sắt Việt Nam

 Đường sắt Việt Nam là một trong những ngành công nghiệp lâu đời của Việt Nam. Ngành Đường sắt Việt Nam ra đời năm 1881 bằng việc khởi công xây dựng tuyến đường sắt đầu tiên đi từ Sài Gòn đến Mỹ Tho dài khoảng 70 km. Chuyến tàu đầu tiên khởi hành ở Việt Nam là vào ngày 20 tháng 7 năm 1885. Những năm sau đó, mạng lưới đường sắt tiếp tục được triển khai xây dựng trên khắp lãnh thổ Việt Nam theo công nghệ đường sắt của Pháp với khổ đường ray 1 m. Thời kỳ chiến tranh, hệ thống đường sắt bị hư hại nặng nề. Kể từ năm 1986, Chính phủ tiến hành khôi phục lại các tuyến đường sắt chính và các ga lớn, đặc biệt là tuyến Đường sắt Bắc - Nam.

## Lịch sử hình thành và phát triển

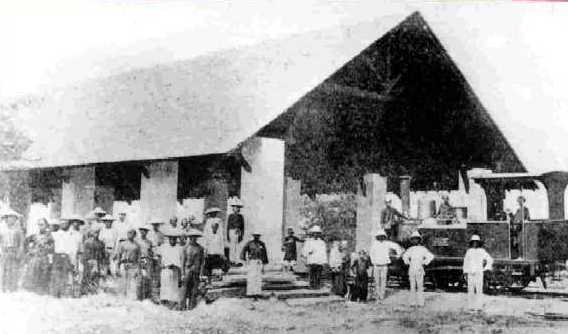
Trạm xe lửa đầu tiên tại Sài Gòn năm 1881

Lịch sử Đường sắt Việt Nam (1881–1966).

### Thời kỳ trước1945
Ngày 20 tháng 7 năm 1885 chuyến tàu đầu tiên xuất phát từ Ga Sài Gòn, vượt Sông Vàm Cỏ Đông bằng phà tại Bến Lức, đến Ga cuối cùng tại Trung tâm Thành phố Mỹ Tho đánh dấu sự ra đời của Ngành Đường sắt Việt Nam. Đến tháng 5 năm 1886 toàn bộ các cầu trên tuyến đường sắt Sài Gòn – Mỹ Tho đã hoàn thành cho phép tàu chạy một mạch tới Mỹ Tho.
- Năm 1902, Pháp xây dựng xong Đường sắt Hà Nội – Đồng Đăng;
- Năm 1902, Pháp xây dựng xong Đường sắt Hà Nội – Hải Phòng;
- Năm 1906, Pháp xây dựng xong Đường sắt Hà Nội – Lào Cai;
- Năm 1931, Pháp xây dựng xong Đường sắt Tân Ấp – Xóm Cục;[1]
- Năm 1931, Pháp xây dựng xong Đường sắt Tháp Chàm – Đà Lạt;
- Năm 1933, Pháp xây dựng xong Đường sắt Sài Gòn – Lộc Ninh;
- Năm 1899 - 1936, Pháp xây dựng xong tuyến Đường sắt Bắc - Nam

30 năm đầu tiên của thế kỷ XX, để thực hiện chính sách khai thác triệt để thuộc địa, Pháp đã xây dựng 1 Hệ thống Đường sắt từ Bắc vào Nam, nhưng chủ yếu nhằm phục vụ công cuộc cai trị và khai thác.
Để làm đường sắt ở Đông Dương, thuộc địa Đông Dương đã phải vay của chính quốc Pháp 200 triệu Franc (theo thời giá khi đó) để làm đường sắt xuyên Việt (sách "Xứ Đông Dương" của toàn quyền Paul Doumer). Khoản nợ đó người Đông Dương phải trả thông qua các sắc thuế nộp cho Pháp. Như vậy, những gì người Pháp đã xây dựng ở Việt Nam thực chất không phải do họ bỏ tiền ra, mà là do chính người Việt phải chi trả.

### Thời kỳ từ1945đến1954
Ngay sau khi Cách mạng Tháng Tám thành công, ngày 28 tháng 8 năm 1945, Chủ tịch Hồ Chí Minh đã Chính thức ký Quyết định thành lập Bộ Giao thông Công chính thuộc Chính phủ nước Việt Nam Dân chủ Cộng hoà, trong đó có Sở Hỏa Xa - Cơ quan Quản lý Nhà nước và khai thác về Đường sắt Việt Nam. Và từ đây, Hệ thống Đường sắt Việt Nam đã thực sự trở thành tài sản của người Việt Nam, phục vụ người dân nước Việt.

### Thời kỳ từ1954đến1975
Việt Nam tạm thời chia cắt thành 2 miền lấy Vĩ tuyến 17 làm ranh giới.

#### Cơ cấu tại miền Bắc
Do Việt Nam Dân chủ Cộng hòa kiểm soát.
- Đường sắt xây dựng chủ nghĩa xã hội ở miền Bắc và chi viện cho giải phóng miền Nam. Thời kỳ này, do nhiệm vụ mới của Bắc Việt là khôi phục phát triển kinh tế miền Bắc để chi viện cho chiến trường miền Nam, Chính phủ Việt Nam Dân chủ Cộng hòa đã quyết định Thành lập Tổng cục Đường sắt trực thuộc Bộ Giao thông và Bưu điện (trước đó là Bộ Giao thông Công chính) do Ông Nguyễn Văn Trân Bộ trưởng Bộ Giao thông và Bưu điện kiêm Tổng cục trưởng; các Tổng cục trưởng tiếp theo là Hồng Xích Tâm Thứ trưởng kiêm nhiệm, Hà Đăng Ấn.
- Cơ cấu, bộ máy tổ chức của Tổng cục Đường sắt (trước đó là Sở Hỏa Xa) cũng được nâng lên ngang tầm với nhiệm vụ, chức năng cụ thể được Chính phủ giao. Cơ cấu của Tổng cục Đường sắt bao gồm:
  - Văn phòng Tổng cục Đường sắt;
  - Cục Cầu đường Đường sắt;
  - Nhà máy Xe lửa Gia Lâm;
  - Cục Vận chuyển Đường sắt;
  - Cục Kiến thiết Cơ bản Đường sắt;
  - Ban Chỉ huy Quân sự Đường sắt;
  - Công ty Công an Đường sắt;
  - Công ty Y tế Đường sắt;
  - Công ty Thông tin Tín hiệu Đường sắt;
  - Trường Tổng cục Đường sắt;
  - Trường Công nhân kỹ thuật Tổng cục Đường sắt (Phổ Yên, Bắc Thái)
  - Trường Trung cấp Đường sắt (Vĩnh Yên, Vĩnh Phú)
  - Ban Thể dục - Thể thao Đường sắt (thành lập năm 1960).

##### Giai đoạn1954–1964
- Trong 10 năm (1954 – 1964), Hệ thống Đường sắt miền Bắc đã được xây dựng và khôi phục lại với những tuyến đường chính là Hà Nội - Lào Cai; Hà Nội - Hải Phòng, Hà Nội - Lạng Sơn. Những tuyến đường này đã có vai trò quan trọng phục vụ đi lại, khôi phục kinh tế miền Bắc trong nhiều năm thời điểm đó và còn phát huy tác dụng đến bây giờ. Một tuyến đường sắt khác được xây dựng là Hà Nội - Thái Nguyên với 164 km cũng hoàn thành trong giai đoạn này.
- Vận tải Đường sắt trong 10 năm (1954 – 1964) đã đảm nhận trên 20% khối lượng vận chuyển toàn ngành GTVT, thực hiện sản lượng luân chuyển hàng hoá trên 50%.[cần dẫn nguồn]
- Công nghiệp Đường sắt được hình thành với một số chuyên ngành tuy còn hạn hẹp nhưng đã tự túc sản xuất được một số mặt hàng phục vụ ngành, nổi bật nhất là Nhà máy Xe lửa Gia Lâm đã hình thành được nhiều phân xưởng quan trọng làm tiền đề cho công nghiệp đóng tàu Đường sắt sau này như phân xưởng sửa chữa đầu máy, đóng mới toa xe, rèn, đúc v.v...

##### Giai đoạn1964–1975
- Đường sắt miền Bắc chống chiến tranh phá hoại miền Bắc của Hoa Kỳ và chi viện cho giải phóng miền Nam. Đây là thời kỳ đầu đánh dấu bước trưởng thành vượt bậc của ngành đường sắt kể từ khi thành lập. 2 đặc điểm nổi bật của ngành thời kỳ này là phục vụ sự nghiệp củng cố và phát triển kinh tế miền Bắc và chi viện cho cuộc kháng chiến chống Mỹ ở chiến trường miền Nam. Cũng trong giai đoạn này, ngành Đường sắt đã nhận được một sự đầu tư đáng kể của nhà nước và viện trợ giúp đỡ của các nước xã hội chủ nghĩa, đặc biệt là sự giúp đỡ của Liên Xô và Trung Quốc.
- Những sự kiện nổi bật ghi dấu ấn của ngành trong giai đoạn này là duy trì vận chuyển hàng viện trợ và chở bộ đội trên các tuyến đường từ Bắc vào Vinh với phong trào "Tất cả vì miền Nam thân yêu" do Chủ tịch Hồ Chí Minh phát động. Dưới sự lãnh đạo nhà nước, ngành đường sắt miền Bắc đã lập nên những kỳ tích huy hoàng, góp phần quan trọng vào chiến thắng trong cuộc kháng chiến chống Mỹ oanh liệt.
- Ngành Đường sắt, liên tục đảm bảo giao thông thông suốt trong điều kiện bị Mỹ đánh phá dữ dội. Ngành Đường sắt đã làm 3.915 m cầu tạm, 82 km đường và 274,5 km dây thông tin và vận chuyển được 4,16 triệu tấn hàng hoá. Cán bộ, nhân viên và tự vệ Ngành Đường sắt đã bắn rơi hàng chục máy bay các loại và dò phá được hàng ngàn quả bom nổ chậm ở các chiến trường trọng điểm miền Nam.
- Người đứng đầu Ngành Đường sắt miền Bắc giai đoạn này là Tổng cục trưởng Hà Đăng Ấn - Ông đã ghi dấu ấn đậm nét trong Ngành với các chiến công làm rạng rỡ truyền thống Ngành Đường sắt sau này.

#### Cơ cấu tại miền Nam

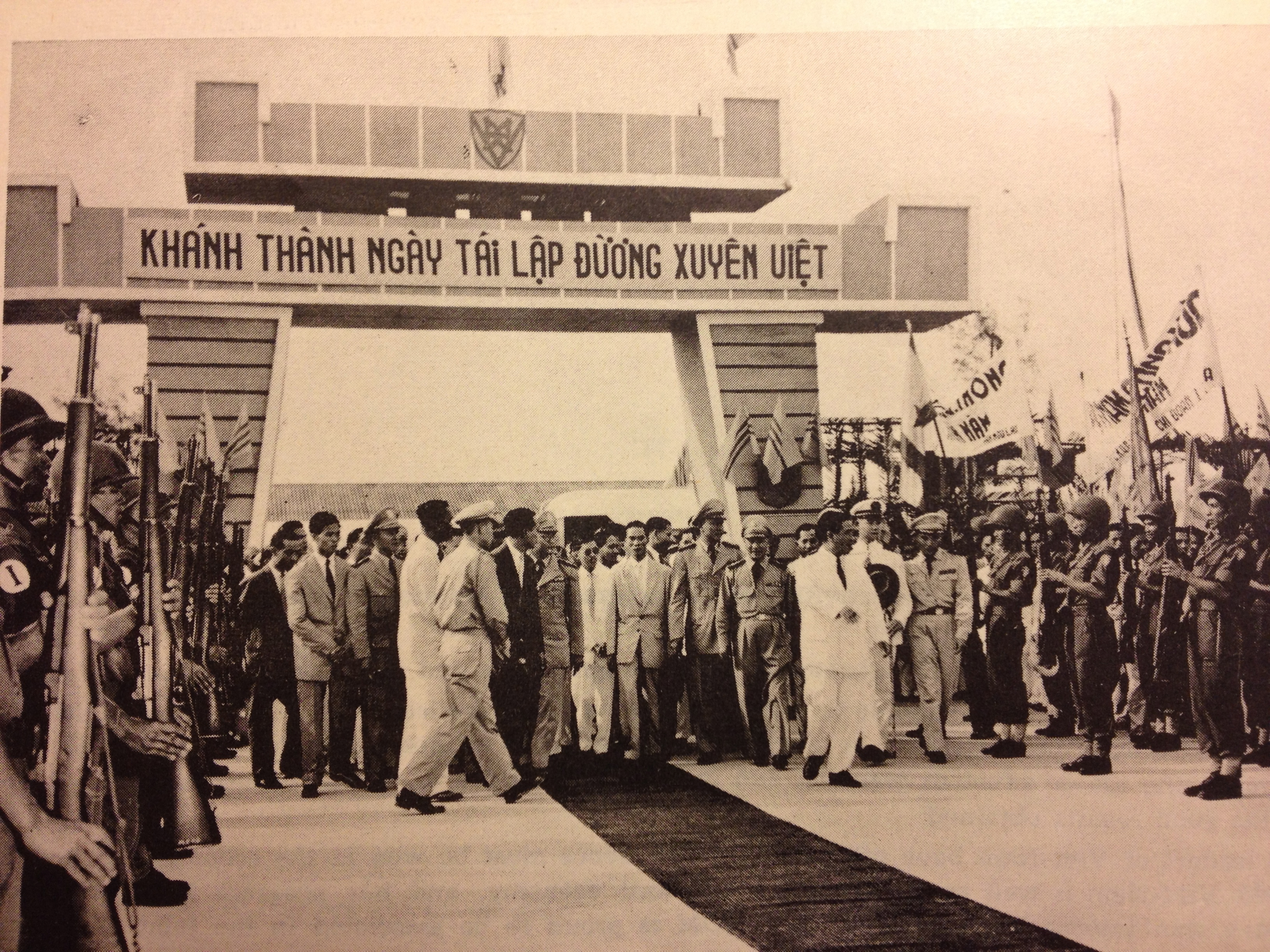
Lễ Khánh thành ngày tái lập đường xe lửa Xuyên Việt (Sài Gòn - Đông Hà) năm 1959

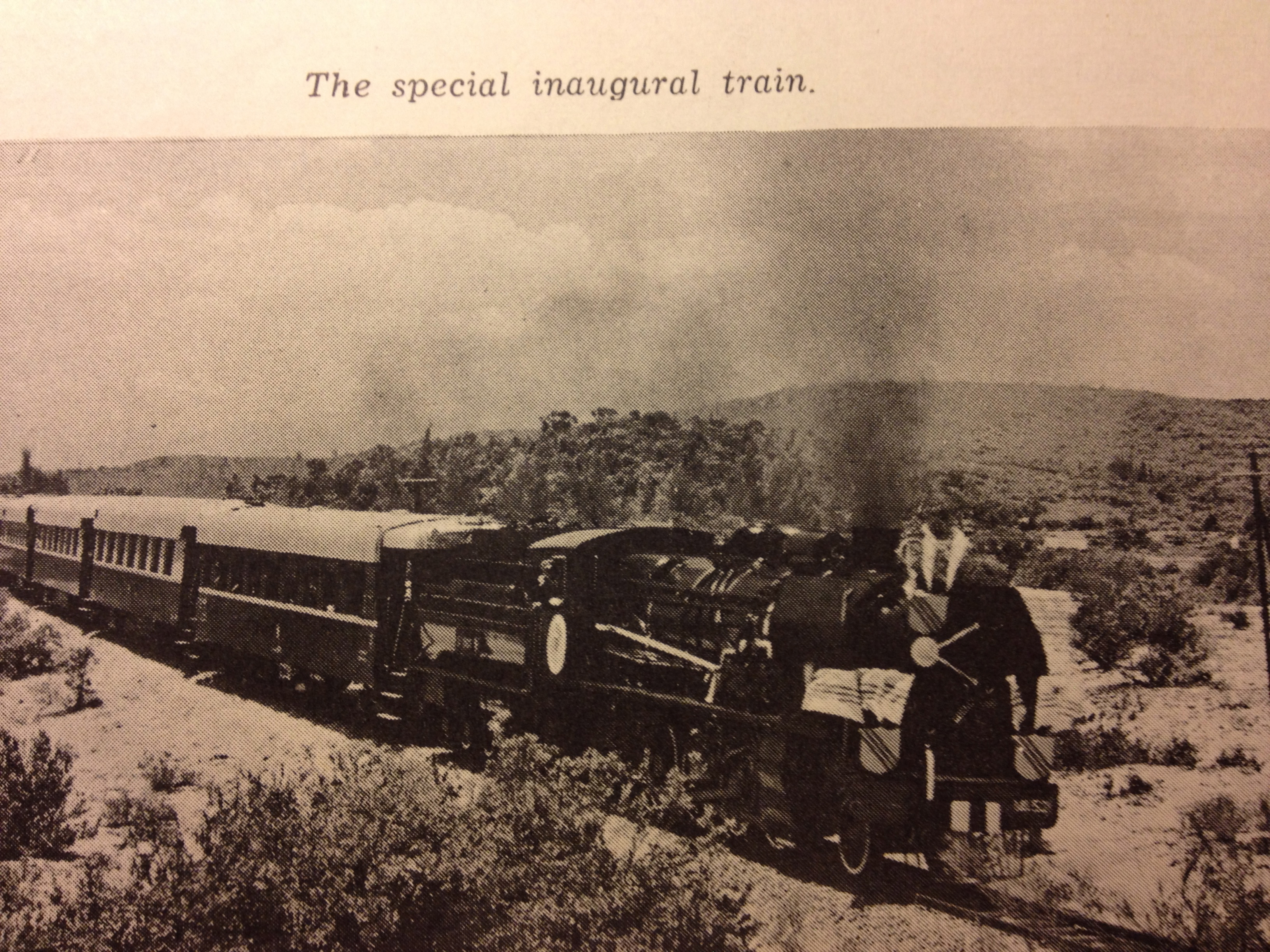
Chuyến xe lửa đầu tiên từ Đông Hà vào Sài Gòn sau khi tái thiết đường sắt năm 1959

Do Việt Nam Cộng Hòa và Mặt trận Dân tộc Giải phóng miền Nam Việt Nam (từ 1970 là Cộng hòa miền Nam Việt Nam) kiểm soát. Chính quyền Việt Nam Cộng Hòa xây dựng và khai thác Hệ thống Đường sắt ở miền Nam và cơ quan quản lý là Cục vận hành Hỏa xa Việt Nam trực thuộc Bộ Giao thông và Bưu điện thuộc Chính quyền Việt Nam Cộng Hòa.
Tính đến năm 1971 - 1972 thì Việt Nam Cộng Hòa có 1.240 km đường sắt nhưng vì cuộc chiến và an ninh nên chỉ có 57% sử dụng được. Dù vậy, tổng lượng hành khách và hàng hóa chuyên chở bằng đường sắt tăng dần. Cụ thể:
- Năm 1968, Tổng lượng hàng hóa vận tải 400.000 tấn; Số lượng hành khách 730 nghìn người;
- Năm 1969, Tổng lượng hàng hóa vận tải 530.000 tấn; Số lượng hành khách 1,75 triệu;
- Năm 1970, Tổng lượng hàng hóa vận tải 720.000 tấn; Số lượng hành khách 2,4 triệu;

### Thời kỳ sau1975

#### Thời kỳ đầu
Thời kỳ này là thời kỳ Đường sắt Thống Nhất. Tổng cục trưởng Tổng cục Đường sắt lần lượt là: Hà Đăng Ấn, Đặng Hạ, Trần Mẫn, Nguyễn Văn Tư, Đoàn Văn Xê. Phó Tổng cục trưởng: Trần Mẫn, Nguyễn Duy Ninh, Nguyễn Văn Trị, Nguyễn Tường Lân, Nguyễn Tuấn Bình,... 
- Cơ cấu của Tổng cục Đường sắt bao gồm:
  - Văn phòng Tổng cục;
  - Các Vụ Tham mưu;
  - Cục Cơ khí - Cầu đường Đường sắt;
  - Cục Vận chuyển;
  - Ban Chỉ huy Quân sự Đường sắt (năm 1980 trực thuộc Bộ Quốc phòng);
  - Công an Đường sắt (năm 1980 chuyển thành Cục Cảnh sát Giao thông Đường sắt và Đường bộ trực thuộc Bộ Nội vụ - nay là Bộ Công an);
  - Sở Y tế Đường sắt (năm 1994 chuyển thành Sở Y tế Giao thông Vận tải trực thuộc Bộ Giao thông Vận tải);
  - Sở Thông tin Tín hiệu Đường sắt;
  - Trường Đảng Tổng cục Đường sắt;
  - Trường Cao đẳng nghề Đường sắt;
  - Ban Thể dục - Thể thao Đường sắt;
  - Xí nghiệp Dụng cụ Cao su Đường sắt trực thuộc Tổng cục (trước kia trực thuộc Ban Thể dục - Thể thao Đường sắt);
  - Xí nghiệp Liên hợp Đường sắt Khu vực 1, 2, 3;
  - Các Công ty Công trình Cầu đường Đường sắt;
  - Các Công ty Phục vụ Đường sắt 1, 2;
  - Nhà máy Cơ khí Cầu đường Đường sắt;
  - Nhà máy Xe lửa Gia Lâm.
  - Nhà máy Xe lửa Dĩ An;

#### Thời Bao cấp

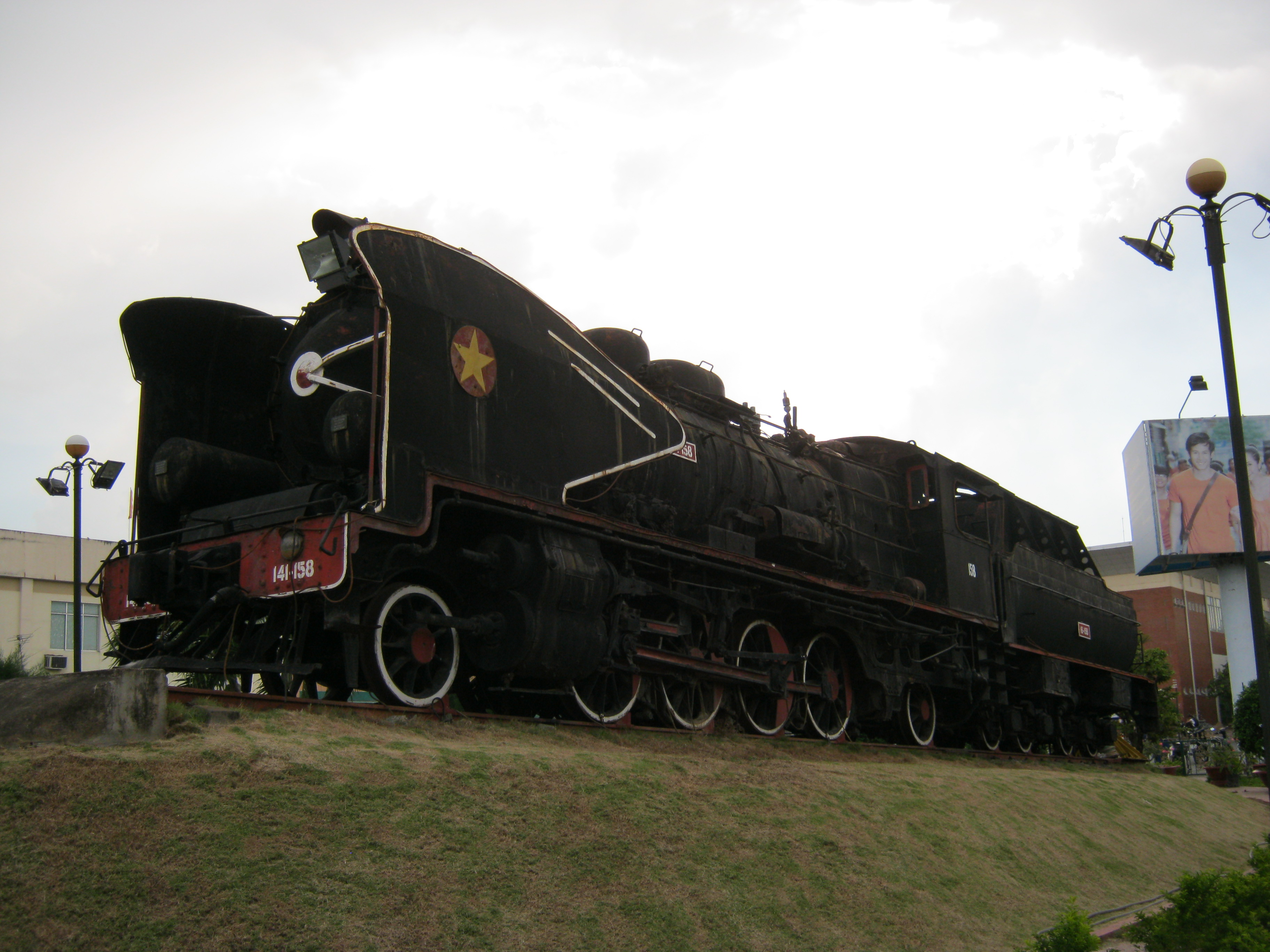
Đầu máy xe lửa hơi nước Tự Lực được chế tạo năm 1964 tại Nhà máy xe lửa Nguyễn Văn Trỗi ở Gia Lâm (Hà Nội). Ngày 31 tháng 12 năm 1976, đầu máy này đã kéo đoàn tàu đầu tiên khai thông tuyến đường sắt Bắc - Nam. Hiện vật đang được trưng bày tại Ga Sài Gòn. Ngày 31 tháng 12 năm 1976, đầu máy này đã kéo đoàn tàu đầu tiên khai thông tuyến đường sắt Bắc Nam. Hiện vật đang được trưng bày tại Ga Sài Gòn.

Giai đoạn 1975 - 1985, Sự tàn phá của chiến tranh trong một giai đoạn dài đã ảnh hưởng nghiêm trọng đến hệ thống giao thông trong đó có đường sắt cả hai miền Nam, Bắc.
- Ngành Đường sắt đã chấn chỉnh và tổ chức lại bộ máy hoạt động và hình thành một bộ máy mới với các chức năng đầy đủ hơn, đáp ứng thực tế. Các Ty Quản lý trực thuộc Tổng cục Đường sắt chuyển thành Sở và nhiều doanh nghiệp quốc doanh của Ngành Đường sắt đã ra đời và giữ vững mô hình hoạt động đến năm 1986.
- Giai đoạn này đã khánh thành tuyến Đường sắt Bắc - Nam (Đường sắt Thống Nhất) với sự kiện ngày 13 tháng 12 năm 1976 chuyến hàng từ Thành phố Hồ Chí Minh ra Thủ đô Hà Nội và chuyến tàu chở Apatít phục vụ nông nghiệp đã từ Lào Cai lên đường vào Thành phố Hồ Chí Minh. Vận tải Đường sắt cũng đã khai thông tuy năng lực chuyên chở vẫn còn hạn chế. Xây dựng mới hơn 20 km cầu, 520 cống, đặt mới 660 km đường ray và 1.686 km dây thông tin.[cần dẫn nguồn] Tạo ra diện mạo khác hẳn thời kỳ chiến tranh Việt Nam của Hoa Kỳ.

#### Thời Đổi mới đến nay

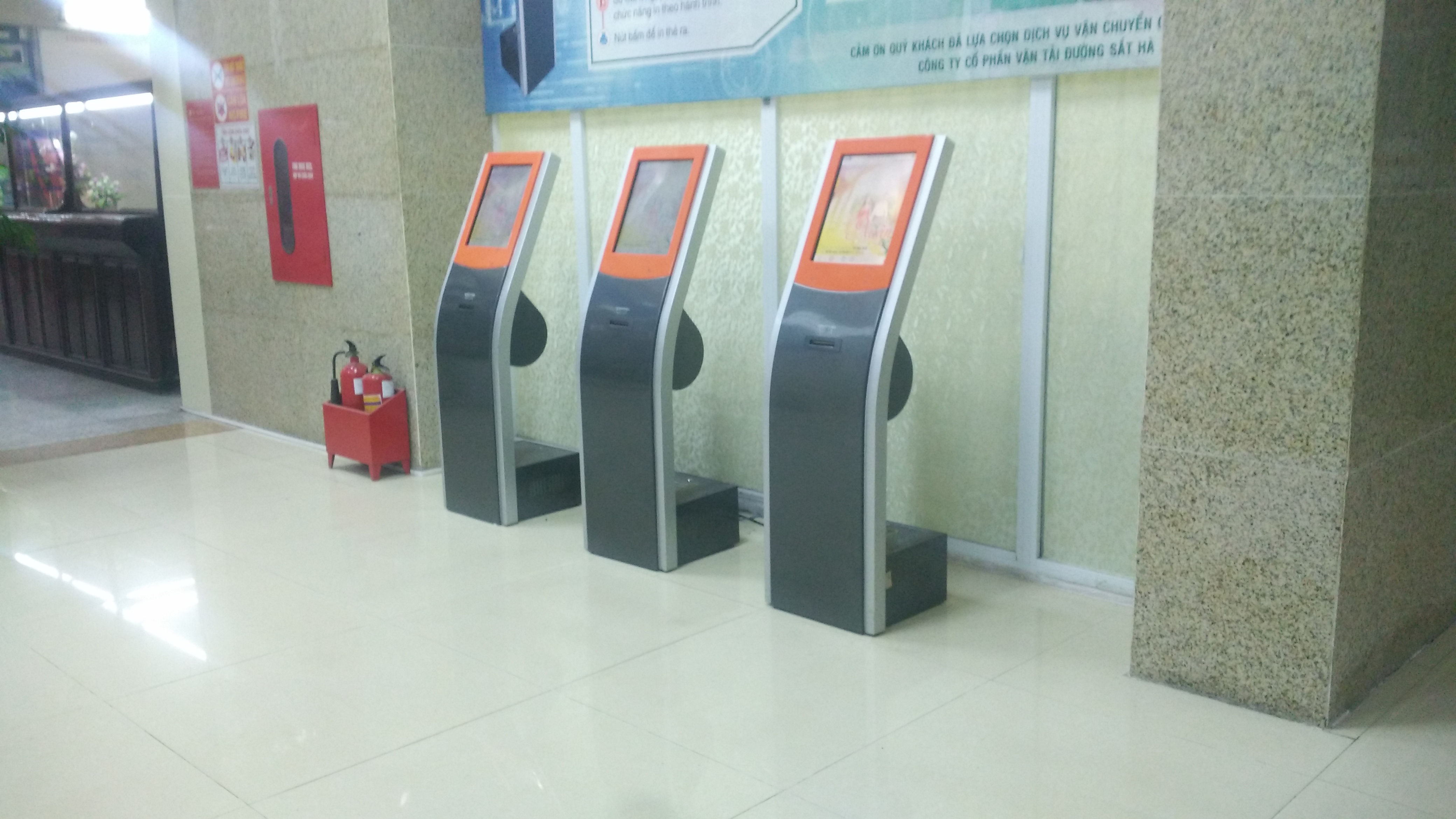
Kiot in vé tự động tại ga Hà Nội

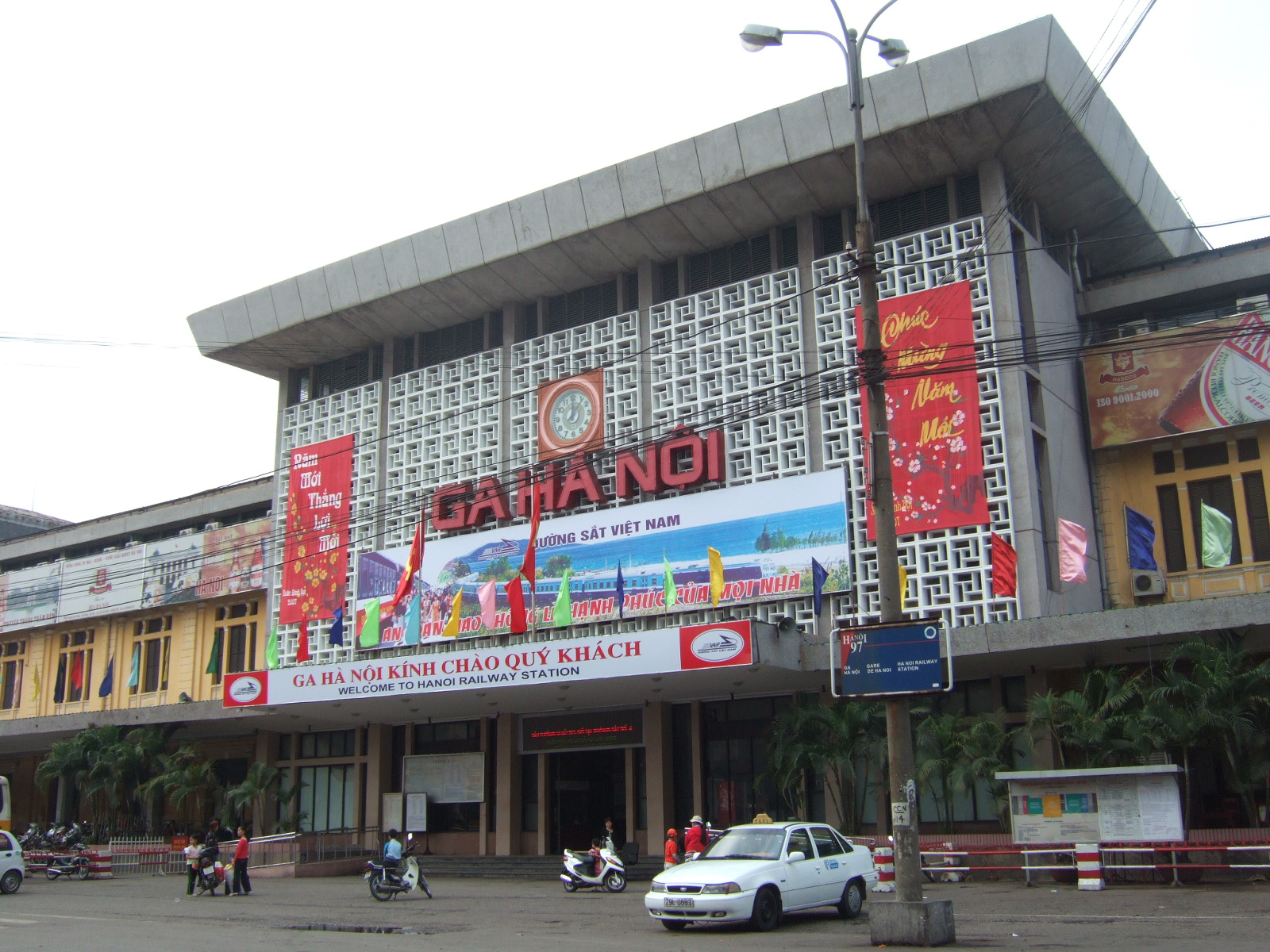
Ga Hà Nội, tháng 2 năm 2007

Sau khi chuyển đổi cơ cấu và chuyển sang cơ chế thị trường, Đường sắt Việt Nam bắt tay vào chương trình khôi phục và hiện đại hoá Đường sắt với mục đích để Ngành Đường sắt trở thành một ngành vận tải hàng đầu của Việt Nam, đóng góp tích cực vào sự tăng truởng kinh tế của đất nước và hoà nhập với các Đường sắt trong khu vực Đông Nam Á.
- Đường sắt, đã từng bước nâng cấp các tuyến đường sắt hiện có, nâng cao an toàn và rút ngắn đáng kể thời gian chạy tàu. Các cầu và ga trên Đường sắt Thống Nhất đã được cải tạo và nâng cấp.
- Từ năm 1989 đến ngày 4 tháng 3 năm 2003, Ngành Đường sắt được cơ cấu lại thành một Doanh nghiệp Nhà nước với tên là Liên hiệp Đường sắt Việt Nam, hoạt động trên nguyên tắc thị trường mở.
- Từ ngày 7 tháng 7 năm 2003, Đường sắt Việt Nam chính thức đi vào hoạt động theo mô hình tổ chức mới bao gồm: Cục Đường sắt Việt Nam - Cơ quan Quản lý Nhà nước về đường sắt; và Tổng Công ty Đường sắt Việt Nam - Doanh nghiệp Nhà nước, trong đó khối vận tải bao gồm 4 đơn vị chính là Công ty Vận tải Hành khách Đường sắt Hà Nội, Công ty Vận tải Hành khách Đường sắt Sài Gòn, Công ty Vận tải Hàng hoá Đường sắt và Trung tâm Điều hành Vận tải Đường sắt.
- Năm 2004, Quốc hội đã thông qua Luật Đường sắt. Như vậy, lần đầu tiên trong lịch sử, Ngành Đường sắt có bộ luật điều chỉnh lĩnh vực của Ngành.

## Kết cấu hạ tầng đường sắt

### Phân loại đường sắt
- Đường sắt Quốc gia: Là đường sắt phục vụ vận tải hành khách và hàng hóa chung của cả nước, từng vùng kinh tế và đường sắt liên vận Quốc gia. Đường sắt Quốc gia được chia thành nhiều tuyến đường sắt qua nhiều ga khác nhau (là đường sắt đi từ ga đầu tiên đến ga cuối cùng của một hành trình). Trên đường sắt Quốc gia có tàu khách, tàu hàng được lập bởi một hay nhiều đầu máy, toa xe không tự vận hành, toa xe động lực, phương tiện chuyên dùng trên đường sắt.
- Đường sắt đô thị: Là đường sắt phục vụ việc đi lại hàng ngày của hành khách của từng tỉnh, thành phố và các vùng phụ cận. Bao gồm: xe điện bánh sắt, tàu cao tốc, đường 1 ray tự động dẫn hướng, tàu điện chạy nổi và ngầm. Đường sắt đô thị được xây dựng kiểu chạy trên cao, chạy ngầm (chạy dưới lòng đất). Ngoài ra còn có kiểu chạy cùng mặt bằng (chạy trên mặt đường bộ) hoặc giao cắt với đường bộ.
- Đường sắt chuyên dùng: Là đường sắt phục vụ nhu cầu vận tải riêng của một tổ chức, cá nhân. Đường sắt chuyên dùng có thể kết nối hoặc không kết nối với đường sắt Quốc gia.

Ngoài ra còn có:
- Đường ngang: là vị trí đường sắt giao cắt đồng mức với đường bộ, được cơ quan có thẩm quyền cho phép xây dựng và khai thác.
- Lối đi tự mở: là đoạn đường bộ giao cắt đồng mức với đường sắt do tổ chức cá nhân tự ý xây dựng và khai thác mà chưa được cơ quan có thẩm quyền cho phép.

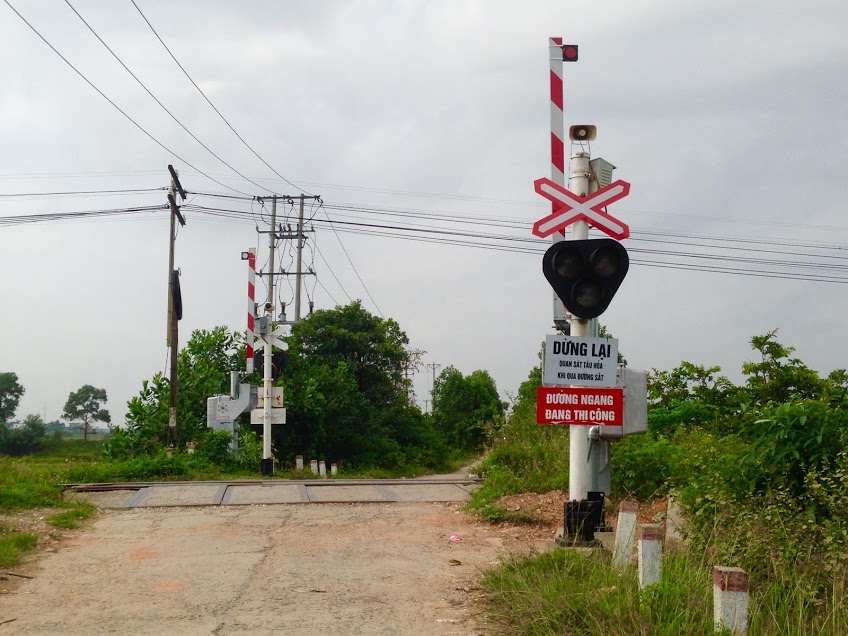
Một đường ngang tại Hà Nội, Việt Nam, có đèn giao cắt, chuông điện và nửa rào chắn ở vị trí mở
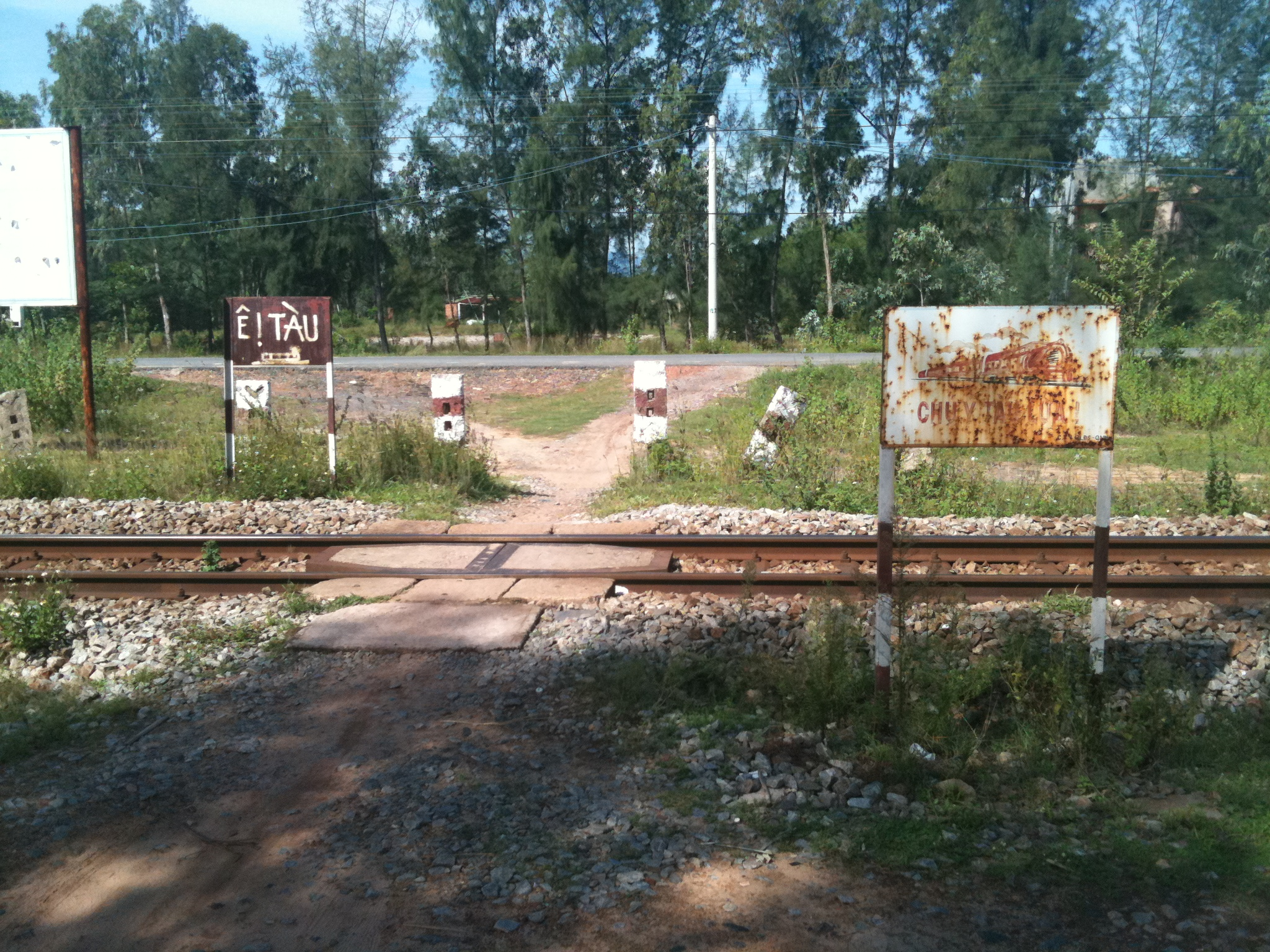
Lối đi tự mở và không có người gác, chỉ có biển báo tại Đà Nẵng
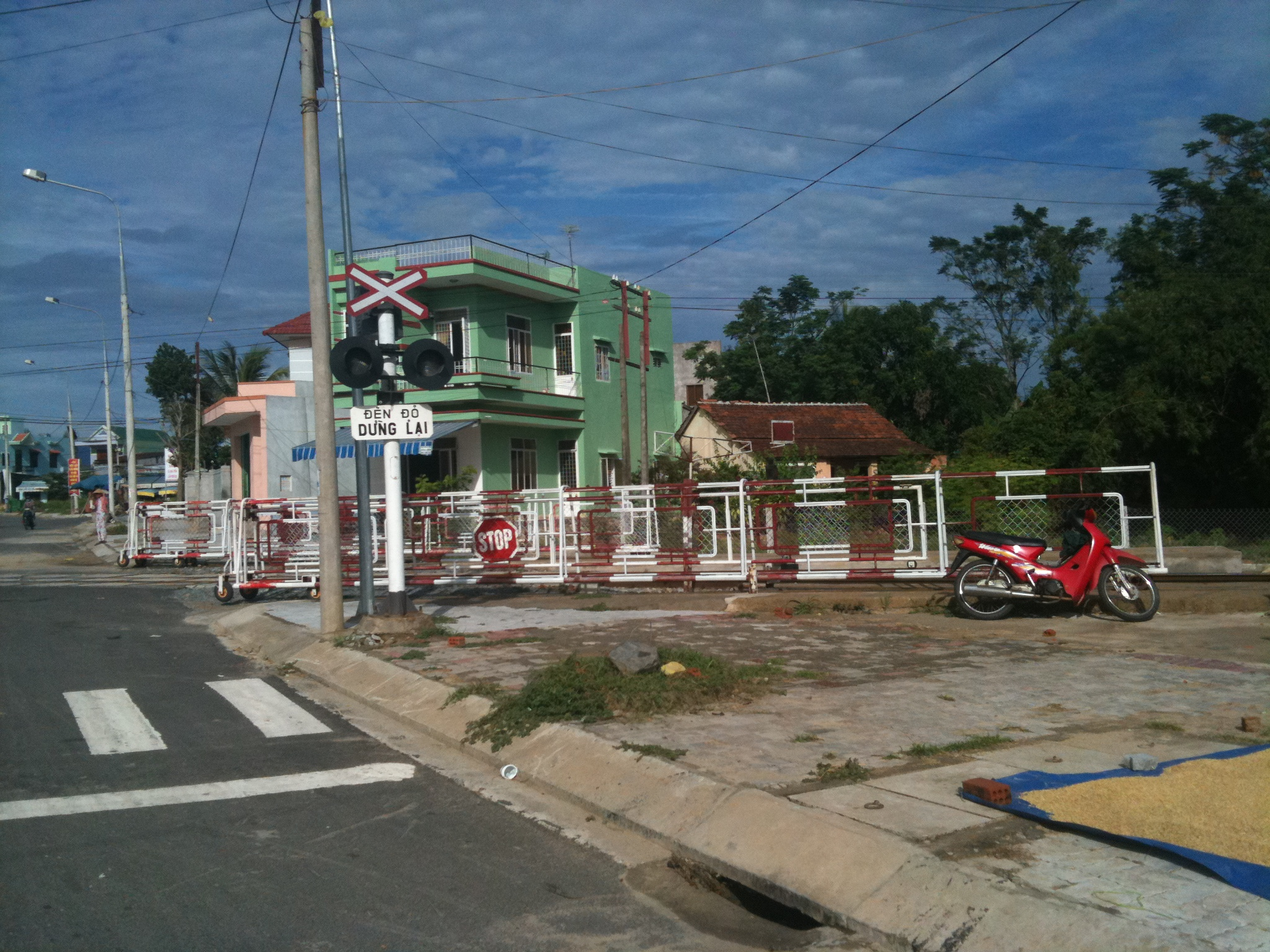
Đường ngang có người gác với chắn kéo thủ công ở Đà Nẵng
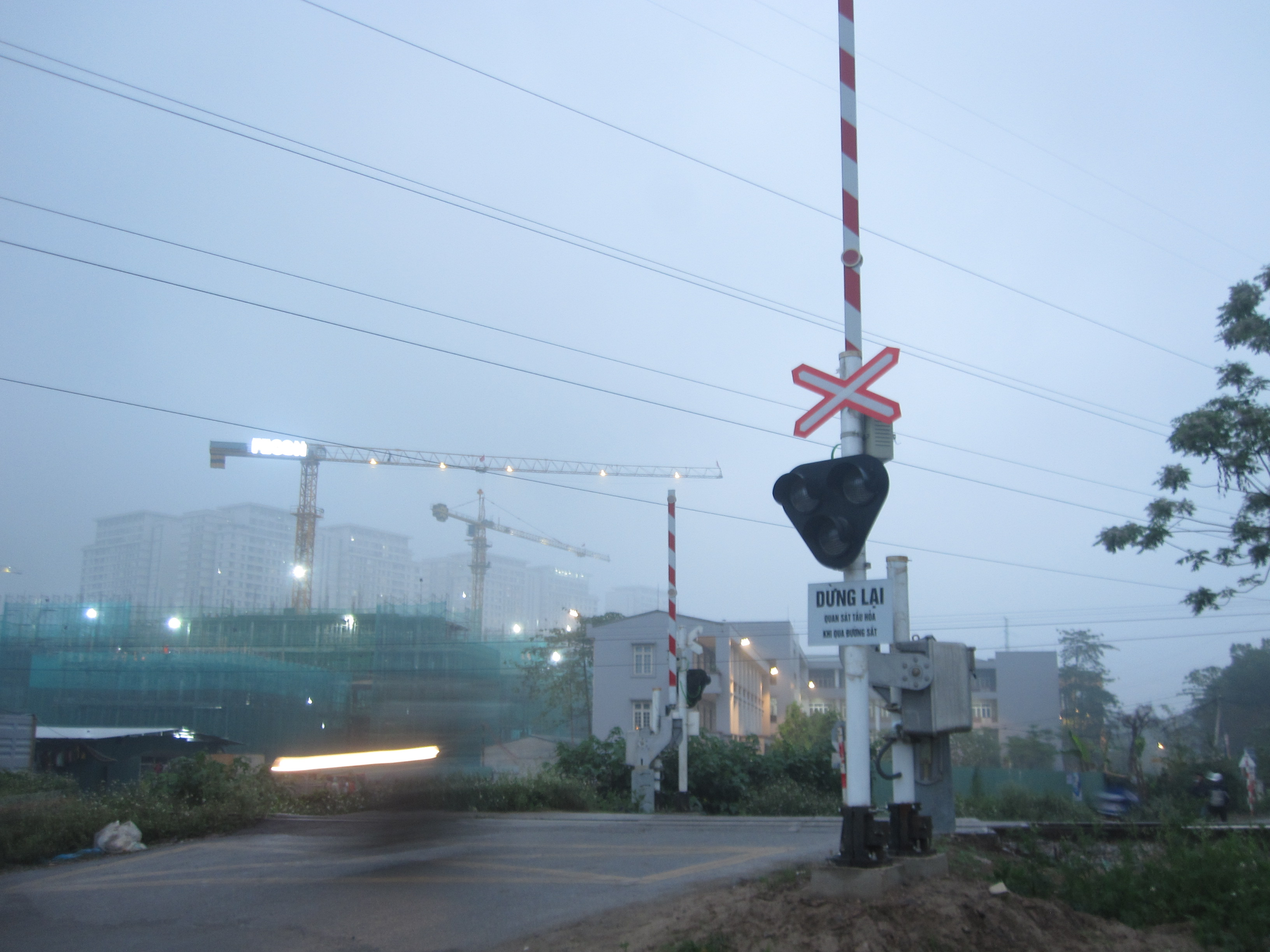
Đường ngang có cảnh báo tự động ở Việt Nam
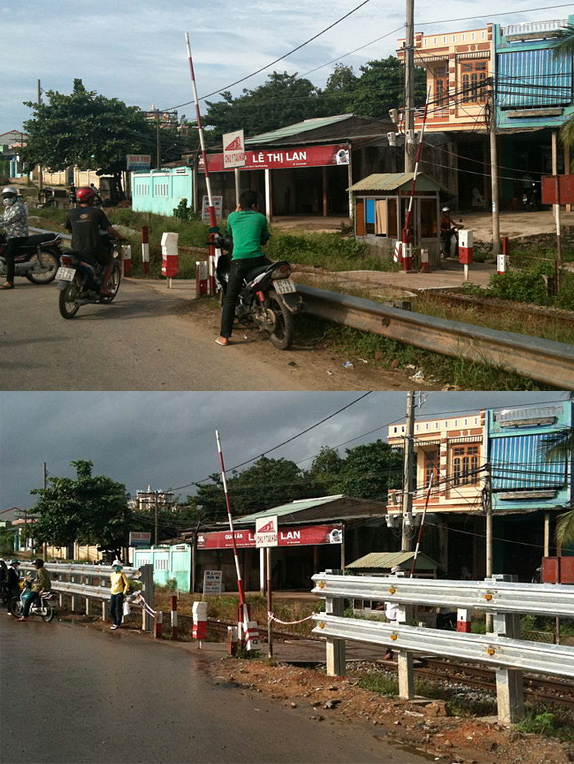
Đường ngang trước và sau khi lắp đặt hàng rào cao

### Công trình tín hiệu

#### Tín hiệu cố định

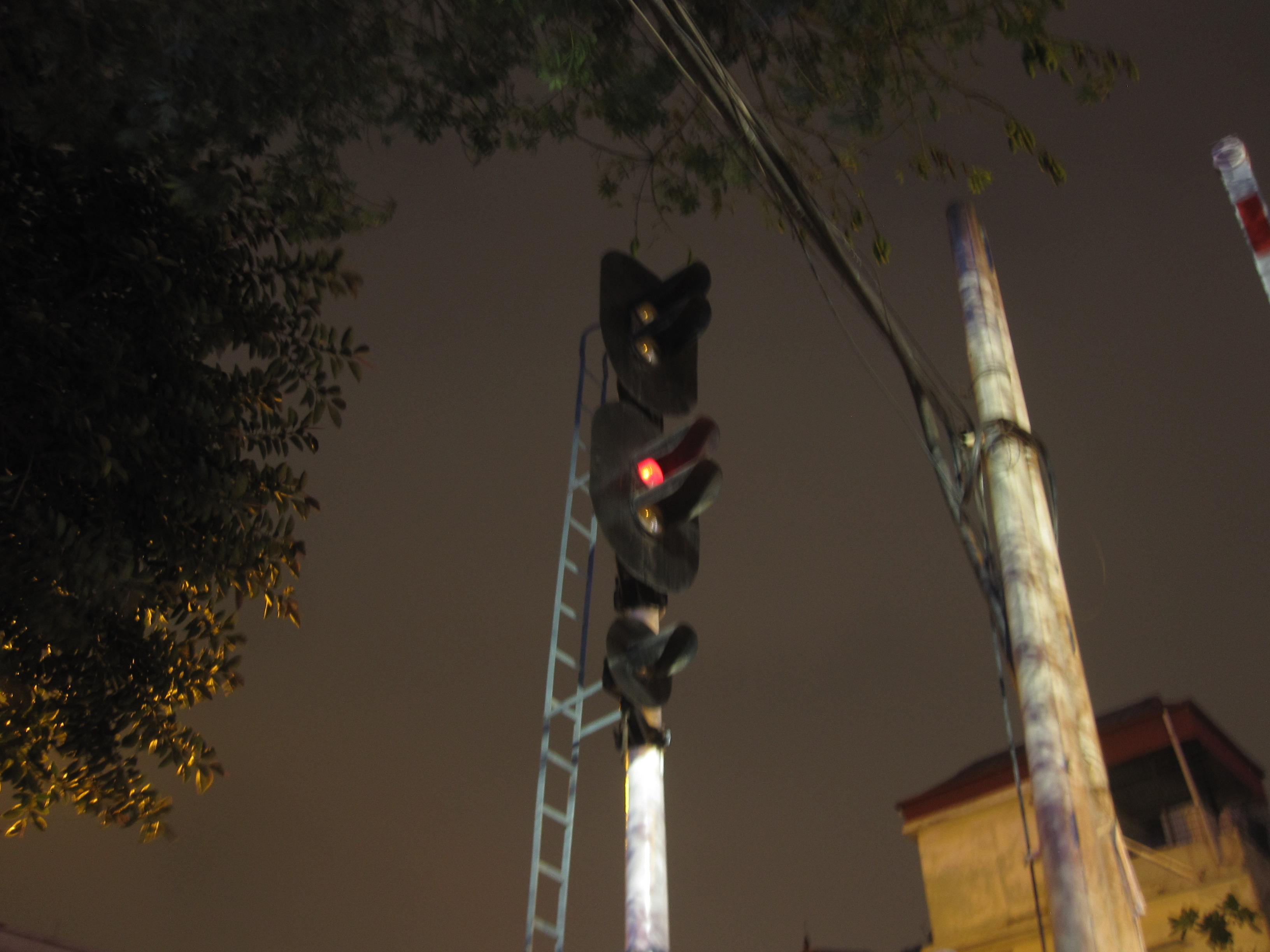
Cột tín hiệu đèn màu vào ga Hà Nội biểu thị báo hiệu ngừng - 1 đèn đỏ (tín hiệu cố định)

Biển báo giảm tốc độ (tín hiệu cố định)

Tín hiệu cố định gồm: tín hiệu đèn màu, tín hiệu cánh
- Tín hiệu đèn màu: Là tín hiệu để báo cho lái tàu biết để điều khiển tàu vào ga, vào bãi, ra ga, ra bãi, phòng vệ, dừng tàu, thông qua ga... Tín hiệu đèn màu gồm có những màu sắc: đỏ, vàng, xanh lục, xanh lam, sữa. Có các kiểu tín hiệu: tín hiệu chính (vào ga, vào bãi, ra ga, ra bãi, ngăn đường, phòng vệ, dồn tàu, vượt đỉnh dốc gù...), tín hiệu lặp lại, tín hiệu báo trước.
- Tín hiệu cánh: Là tín hiệu có tác dụng giống như tín hiệu đèn màu, dùng ở những nơi chưa có tín hiệu đèn màu. Có các kiểu tín hiệu: tín hiệu chính (vào ga, vào bãi, ra ga, ra bãi, ngăn đường, phòng vệ, dồn tàu, vượt đỉnh dốc gù...), tín hiệu lặp lại, tín hiệu báo trước. Có loại 1 cánh, 2 cánh, 3 cánh. Trên mỗi cánh có một đèn tương ứng để thắp sáng vào ban đêm hoặc ban ngày không rõ tầm nhìn.

#### Tín hiệu di động
- Tín hiệu phòng vệ: để cảnh báo cho đoàn tàu biết khi có trở ngại trên đường
- Tín hiệu của tàu: gồm các tín hiệu như tín hiệu biển đỏ đuôi tàu, tín hiệu đèn đầu máy,....

#### Biển báo
Cung cấp những thông tin cần thiết cho lái tàu.

#### Biển hiệu, mốc hiệu
Yêu cầu những công việc lái tàu bắt buộc phải chấp hành.

## Ga đường sắt
Danh sách nhà ga thuộc tuyến đường sắt Thống Nhất

### Chức năng chính của ga đường sắt
Ga đường sắt là khu vực có phạm vi định giới rõ rệt theo quy định của ngành đường sắt, có các công trình kiến trúc và các thiết bị cần thiết khác để tàu hỏa dừng, tránh, vượt nhau, xếp dỡ hàng hóa, nơi hành khách lên xuống tàu hay chờ tàu... Ga có thể thực hiện một hay nhiều hoạt động khác nhau, như: nhận chuyển chở hàng, xếp dỡ hàng, bảo quản hàng, trao trả hàng, trung chuyển hàng lẻ, tổ chức liên vận, đón gửi tàu, lập và giải toả các đoàn tàu, kiểm tra kĩ thuật toa xe, bán vé cho hành khách... Ga đường sắt có các công trình: kho bãi hàng hóa, kho chứa hành lý, quảng trường, nhà ga, công trình cho người tàn tật, phòng chờ tàu, nơi xếp dỡ hàng hóa...
Phân cấp nhà ga:
Căn cứ vào khối lượng và tính chất của công việc, nhà ga được phân cấp:ga cấp I, ga cấp II, ga cấp III, ga cấp IV.

### Phân loại ga

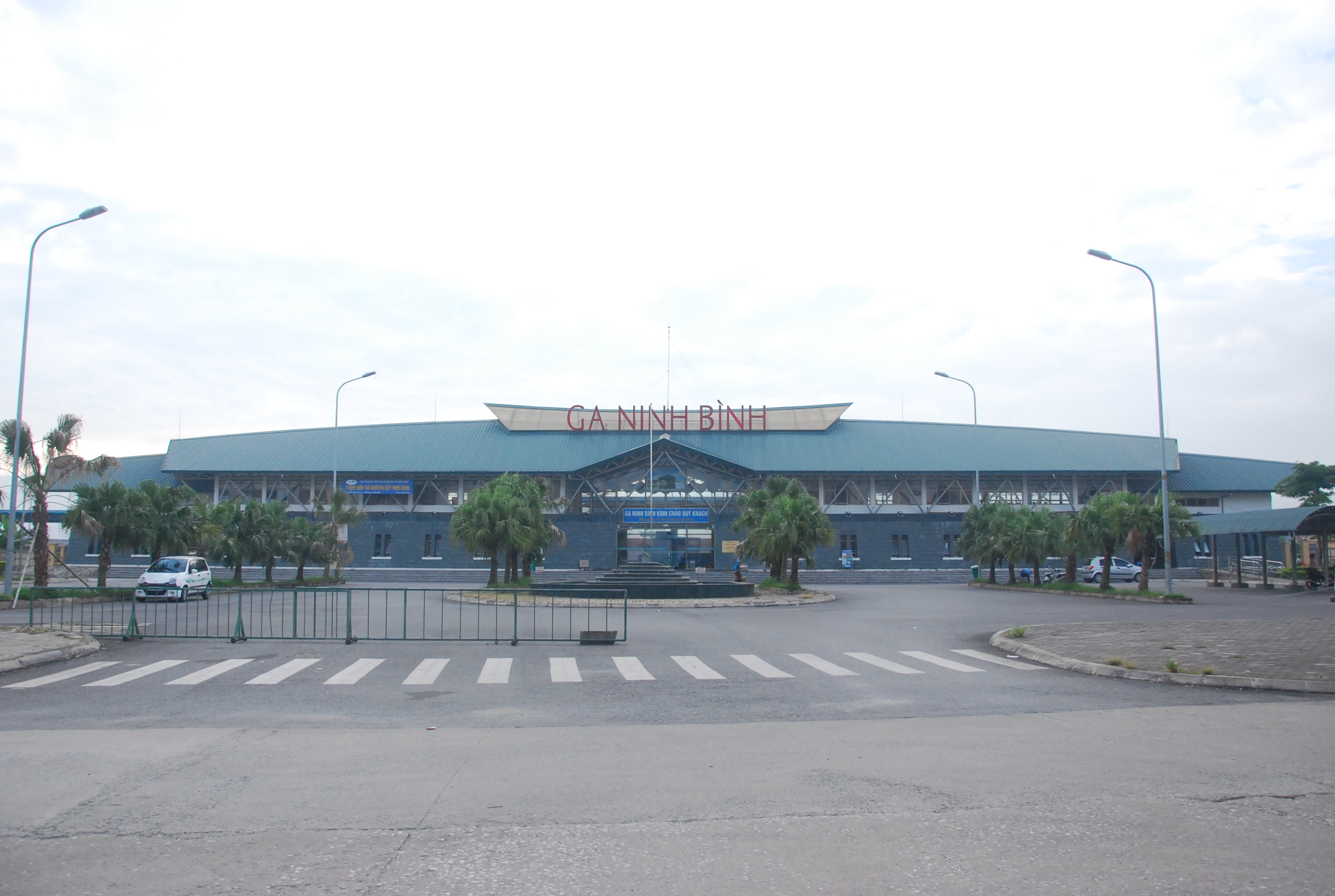
Ga Ninh Bình là một nhà ga hành khách tại Ninh Bình

#### Ga chính
- Ga hành khách: Là ga thực hiện nhiệm vụ vận chuyển hành khách, bán vé cho hành khách, lên/xuống tàu, lập tàu và giải thể tàu. Nhà ga hành khách thường có các công trình: phòng đọc sách, phòng ăn uống, khách sạn, phòng bảo vệ và ban quản lý ga, khu vệ sinh, phòng chờ tàu, nơi giao nhận hành lý, phòng bán vé...
- Ga hàng hóa: Là ga thực hiện nhiệm vụ vận chuyển hàng hóa, xếp dỡ hàng hóa, lưu kho bãi hàng hóa. Ga hàng hóa có những công trình: nhà ga, quảng trường, bãi xếp dỡ hàng, kho và các công trình lợi ích khác.
- Ga kỹ thuật: Là ga thực hiện tác nghiệp kỹ thuật đầu máy, toa xe và một số chức năng khác.
- Ga hỗn hợp: Là ga có 2 hoặc 3 chức năng của những loại ga trên.

#### Ga bổ sung
- Ga dọc đường: Là ga được bố trí cách nhau từng khoảng cách nhất định dọc theo tuyến đường để các đoàn tàu tránh, vượt nhau và phục vụ công tác vận chuyển. Các ga dọc đường thường là nhà ga nhỏ, công việc đơn giản, khối lượng thấp.
- Ga khu đoạn: Ga khu đoạn là ga mà ở đó các đoàn tàu phải thay đầu máy, thay tổ lái máy, kiểm tra kĩ thuật toa xe, làm các công việc cần thiết cho các đoàn tàu chạy thông qua. Ga khu đoạn thường là ga lớn, đảm nhiệm nhiều chức năng trong công tác vận chuyển hàng hoá và hành khách.
- Ga lập tàu: có nhiệm vụ chủ yếu là lập các đoàn tàu để gửi đi và giải toả các đoàn tàu đến. Ngoài ra, ga còn làm các công việc khác như xếp dỡ hàng hoá. Ga lập tàu là những ga lớn thường được đặt tại các khu đầu mối đường sắt.

## Khổ đường sắt

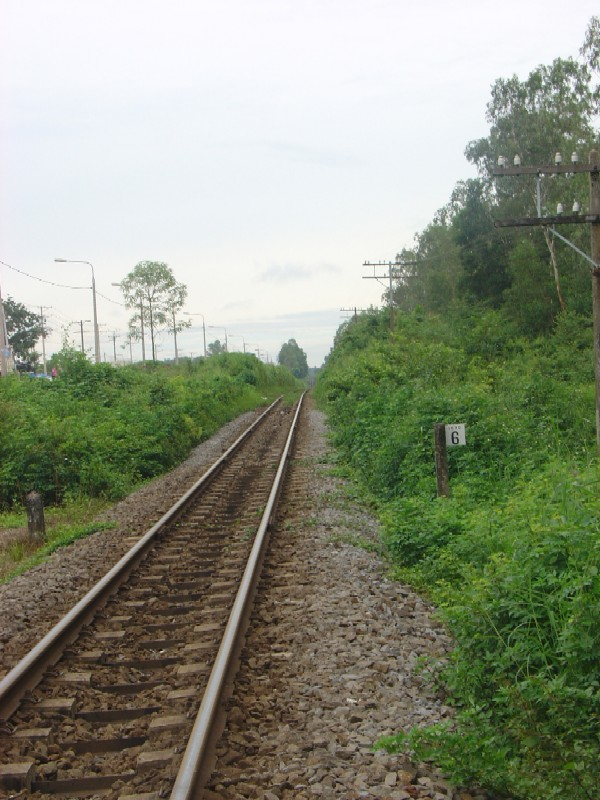
Đường sắt khổ 1 m trên Tuyến Đường sắt Bắc Nam

- Đường sắt Quốc gia có khổ đường là 1 m và 1,435 m.
- Đường sắt đô thị có khổ đường là 1,435 m - điện khí hoá.
- Đường sắt chuyên dùng do tổ chức tự quyết định khổ đường nếu không kết nối vào đường sắt Quốc gia.

Khổ đường ray ở Trung Quốc theo tiêu chuẩn quốc tế là 1,435 m. Nhưng ở các quốc gia thuộc khối MRS (Mekong River Subregion, Tiểu vùng Sông Mekong như Thái Lan, Lào, Campuchia và Việt Nam) đa số có đường ray khổ 1 m. Người ta chọn khổ 1 m để giảm vốn đầu tư xây dựng nền đường và người ta chọn khổ 1,435 m để có thể liên thông dễ dàng với mạng lưới đường sắt quốc tế và các tiêu chuẩn khác.

## Các loại đầu máy

### Còn hoạt động

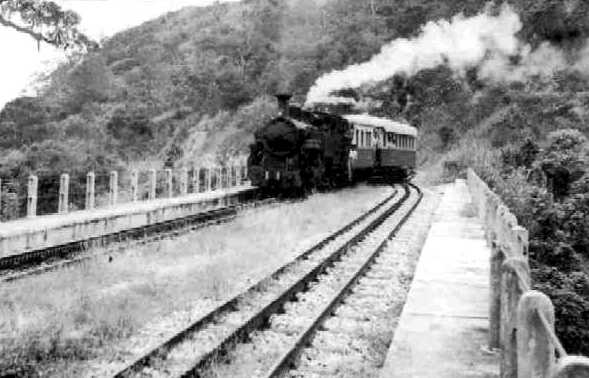
Một chiếc đầu máy hơi nước trên tuyến Đường sắt răng cưa Phan Rang – Đà Lạt

|    | Mẫu đầu máy   | Tên tiếng Việt                  | Số lượng hiện dùng | Công suất (mã lực) | Ghi chú |
| -- | ------------- | ------------------------------- | ------------------ | ------------------ | --- |
| 1  | ТУ-7          | D4H "TY7"                       | <10?               | 400                | Vận dụng tại các tuyến đường sắt mỏ D4H-448: Cty CP toa xe Hải Phòng D4H-425: Nhà máy toa xe Vinh                                     |
| 2  | GH500         | D5H "Úc"                        | 12                 | 500                | Hiện đã hết vận hành, được sử dụng để dồn toa xe trong các xí nghiệp và hỗ trợ cứu nạn. D5H-053: Xe lửa Dĩ An D5H-057: Xe lửa Gia Lâm |
| 3  | GE U8B-900    | D9E D10E "Mỹ"/"GE"              | 30                 | 900-1.000          | TL:52T & TL:52t |
| 4  | DFH-21        | D10H "DFH21"                    | 30                 | 1.000              | |
| 5  | LD-110-M-VN2  | D11H "RU"                       | 4                  | 1.100              | Máy kéo tàu di sản Huế - Đà Nẵng |
| 6  | DEV-736       | D12E "Tiệp"                     | 30                 | 1.200              | TL:56t Đ12E |
| 7  | ALCO YDM4     | D13E "Ấn Độ"                    | 21                 | 1.300              | Đã thanh lý 1 chiếc, (703) tai nạn tại dốc Dầu Giây 1993. Hạn chế sử dụng. TL:72T & TL:72t                                            |
| 8  | JMD 1360      | D14E "Trung Quốc"               | 5                  | 1.400              | Khổ 1435mm TL:105t |
| 9  | CKD3H         | D14H ''Đồng Giang''             | 6                  | 1.400              | 6 Đầu Máy Đặt Hàng CRRC Dự Kiến Vào Năm 2025                                                                                          |
| 10 | CKD4D         | D15E ''Trung Quốc''             | 8                  | 5.910              | 8 Đầu Máy Đặt Hàng CRRC Dự Kiến Vào Năm 2025                                                                                          |
| 11 | D18E          | D18E "Bỉ"                       | 16                 | 1.800              | TL:84t |
| 12 | SDD3          | D19Er "Trung Quốc"              | 5                  | 1.950              | Khổ 1435mm TL:108t |
| 13 | CKD7F         | D19E ''Trung Quốc"/''Việt Nam'' | 100                | 1.900-3.190        | 20 Đầu Máy Đặt Hàng Tại Công Ty Xe Lửa Gia Lâm Dự Kiến Vào Ngày 18/03/2025                                                            |
| 14 | Siemens AR 15 | D20E "Đức"                      | 16                 | 2.000              | |
| 15 | JNR Class C12 | 131                             | 2                  | 500                | Được phục dựng, kéo tuyến đường sắt Phan Thiết - Nha Trang                                                                            |
| 16 | SACM type 203 | 141 - "Mikađô"                  | 3                  | 1.100              | Được phục dựng, kéo tuyến đường sắt Đà Nẵng - Lăng Cô gồm 3 máy 141-190, 141-165, 141-169                                             |

### Một số đầu loại máy tiêu biểu đã ngưng sử dụng

#### Đầu máy diesel
Khổ hẹp (1 m)
ТУ-6P (vận hành trên Đường sắt Đà Lạt-Trại Mát.)
ТУ-7 - D4H (400 hp)
D8E (800 hp)
Alsthom B-B Diesel Electric - D9E (900 hp)
Matisa M1000 - D4.5H (450 hp) (máy kiểm tra đường)
Khổ tiêu chuẩn (1,435 m)
TGM8EK - D8H (800 hp)
DF3 - D16E (1600 hp)

#### Đầu máy hơi nước
Khổ hẹp (1 m)
JNR Class C12 - 131
SACM type 203/ZL - 141
Hitachi/Henschel DK51 - 150
Hanomag - 150
SACM Pacific/Super Pacific - 232
SACM type 126 - 220T (loại hơi nước đầu tiên ở Việt Nam)
Khổ tiêu chuẩn (1,435 m)
GJ - 030
GP6 - 141
BR52 - 150
Đường sắt răng cưa (1 m)
HG3/4 - 31
HG4/4 - 40

### Toa xe Nhật (bị hủy bỏ)
KiHa 40 (toa xe tự vận hành của Nhật)
KiHa 48 (toa xe tự vận hành của Nhật)

## Các loại toa xe

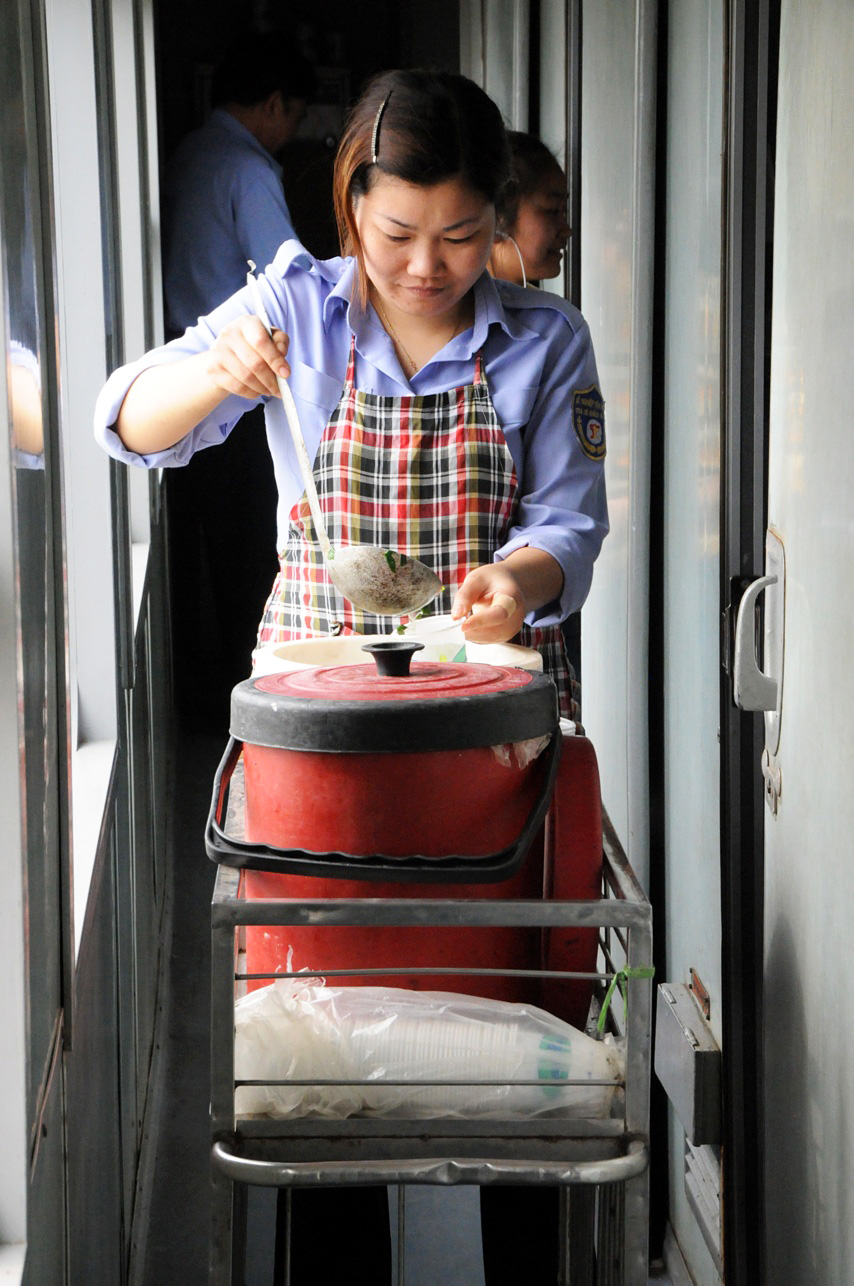
Nhân viên đường sắt Bắc Nam phục vụ bữa ăn trên toa chở khách, ảnh chụp năm 2010

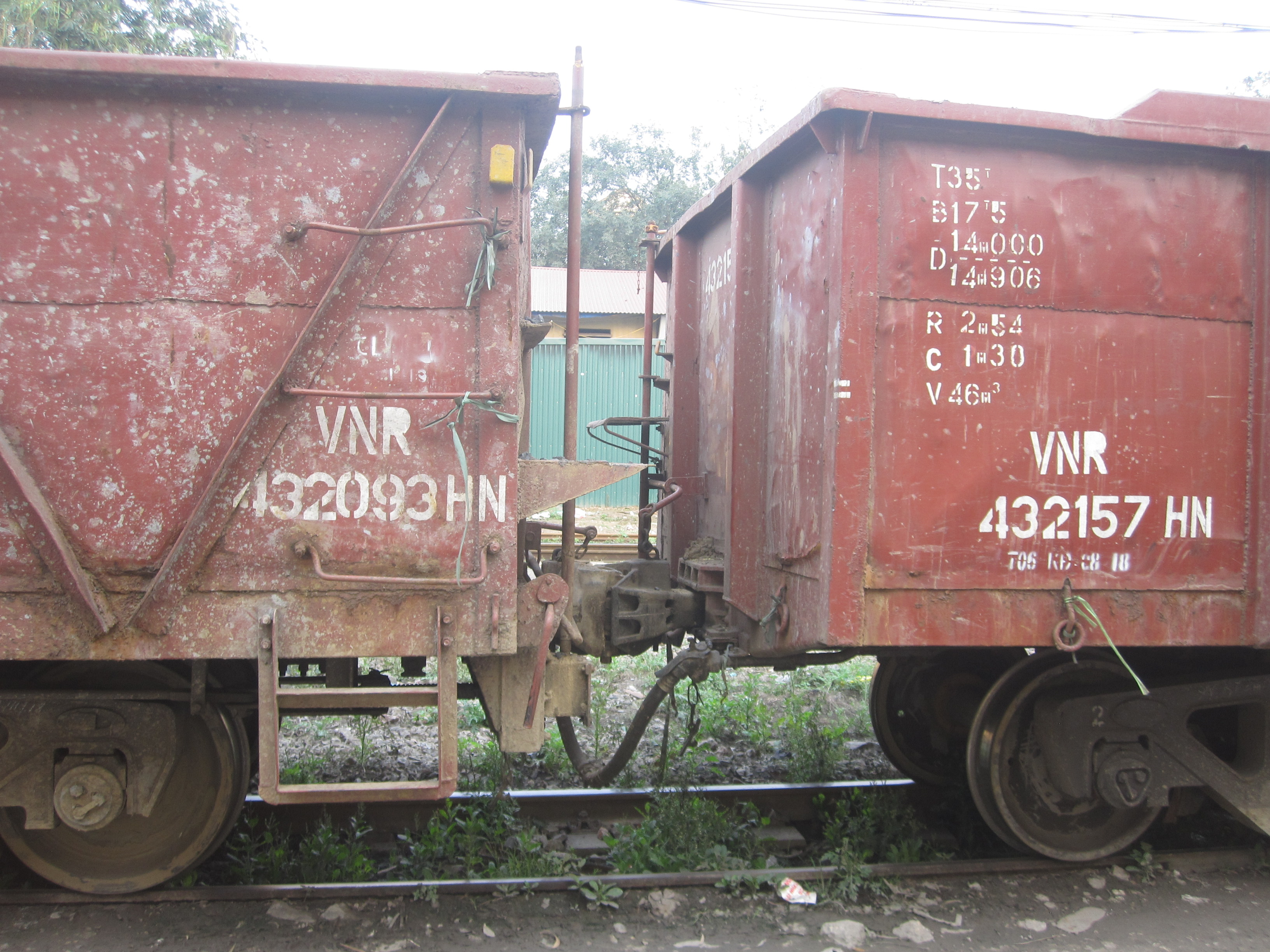
Toa xe H chuyên dụng chở quặng đỗ tại ga Văn Điển

### Toa xe chở hàng:
• Kí hiệu chữ:
G    Toa xe thùng kín có mui.
H  Toa xe thành cao
N    Toa xe thành thấp
M   Toa xe mặt bằng chở container
MVT  Toa xe mặt bằng bệ lõm ở giữa để chở hàng siêu trường
Mr   Toa xe mặt bằng chở container dành cho khổ đường sắt 1435m
NR   Toa xe cửa lật thành thấp, thấp hơn toa xe H, chuyên chở ô tô
P    Toa xe xi tec chuyên dùng chở chất lỏng
XT   Toa xe Xa Trưởng dành cho trưởng tàu đi áp tải tàu hàng
CD  Toa xe chuyên dụng

### Toa chở khách
[A]    toa xe ngồi mềm
[B]    toa xe ngồi cứng (hiện không còn vận hành)
[C]    Toa xe ngồi cứng băng ghế dọc (chỉ còn sử dụng trên tuyến Đà Lạt-Trại Mát)
[An]  Toa xe nằm 28 giường (4 giường/khoang, 7 khoang/toa)
[Bn]  Toa xe nằm 42 giường (6 giường/khoang, 7 khoang/toa)
Toa hỗ trợ khác:
Toa phát điện: [PĐ]
Toa hàng cơm: [HC]
Toa hành lý:  [HL]
Toa bưu vụ: [BV]
Hiện nay, các toa xe thường được dùng chung cho một số mục đích:
Toa hàng cơm-phát điện: [HCPĐ]
Toa công vụ-phát điện: [CVPĐ]
Toa bưu vụ-phát điện:  [BVPĐ]
Toa hành lý-phát điện: [HLPĐ]
Toa hành lý-bưu vụ: [HL-BV]

## Các vụ tai nạn

### Trên tuyến đường sắt Bắc - Nam

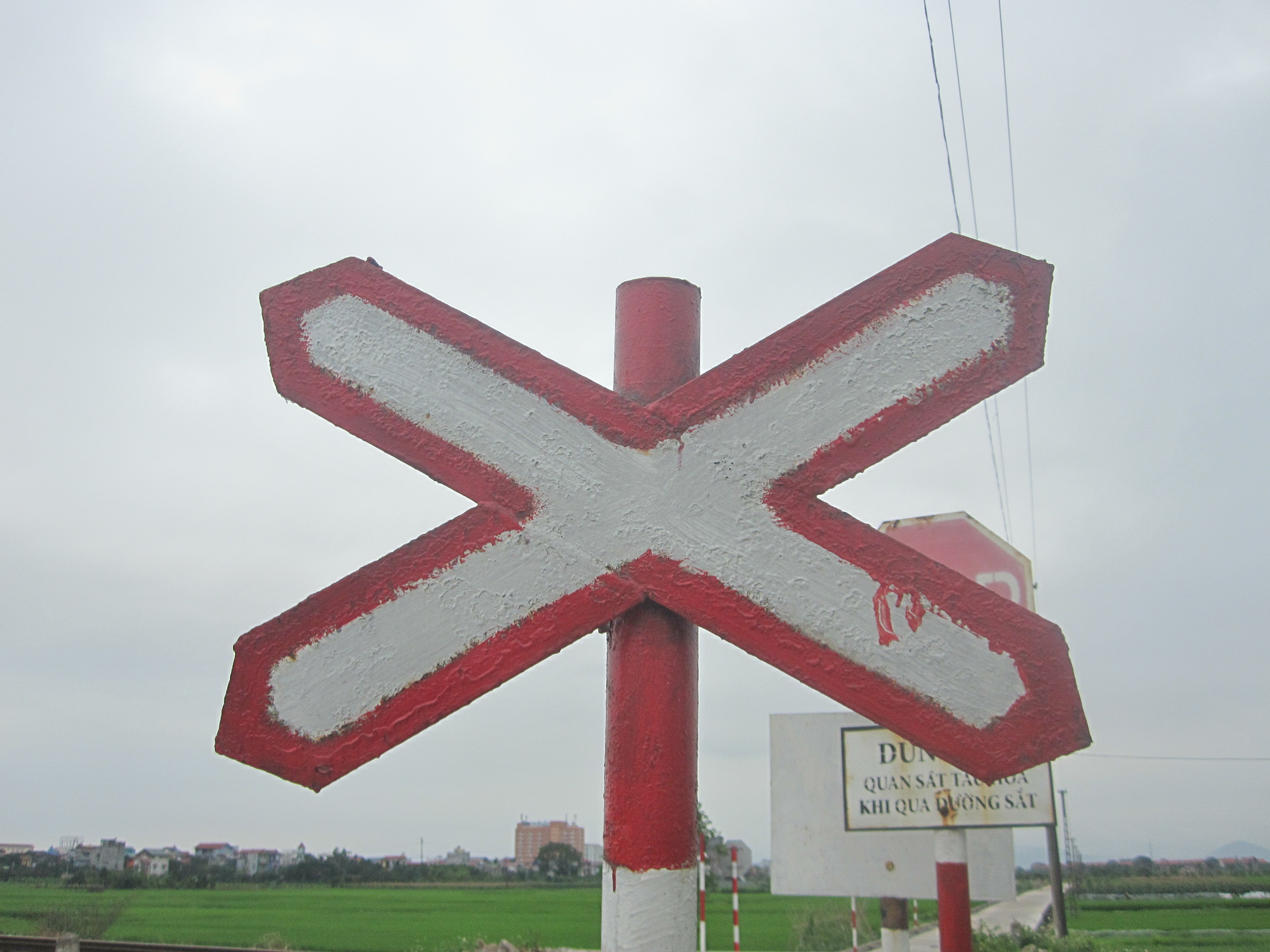
Biển báo 242a, giao cắt đồng mức giữa đường bộ và đường sắt

- Biển báo 242a, giao cắt đồng mức giữa đường bộ và đường sắtVụ lật tàu ngày 17 tháng 3 năm 1982: Đầu máy D9E-238 kéo theo đoàn tàu mang số hiệu 183 xuất phát từ ga Nha Trang, đến km 1668 + 400 (ga Bàu Cá, huyện Trảng Bom, Đồng Nai) đã bị lật làm hơn 200 người chết. Đây là tai nạn tồi tệ nhất trong lịch sử Đường sắt Việt Nam, làm rất nhiều người chết và thương vong trong đó có cả lái tàu và nhân viên đường sắt, và có đến 113 hành khách không có giấy tờ, không được người thân nhận diện được chôn cất tại khu mộ tạm gần khu vực xảy ra tai nạn.
- Trưa ngày 12 tháng 3 năm 2005, đầu máy D19E - 909 kéo tàu SE1 chạy theo hướng Hà Nội - Thành phố Hồ Chí Minh khi đang cua tại khu gian Đá Bàn - Cầu Hai (km 752 + 500) thuộc thị trấn Lăng Cô (huyện Phú Lộc, Thừa Thiên Huế) thì mối nối giữa toa số 7 và 8 bị đứt. Hậu quả là 2 toa trên bị văng ra khỏi đường ray kéo theo cả tàu bị lật theo hướng về phía đầm Lập An. Tai nạn đã cướp đi sinh mạng của 12 hành khách và làm 100 người khác bị thương.
- Ngày 22 tháng 11 năm 2009, tại khu vực phố Nguộn (Văn Tự, Thường Tín, Hà Nội), xe khách 30 chỗ BKS 30S – 2371 chở 9 người đi ăn cưới từ xã Thống Nhất đi qua đường ngang giao cắt với đường sắt không có gác chắn, bị va chạm với tàu hỏa TN1, đầu máy D19E - 930 kéo đang chạy theo hướng Hà Nội - Sài Gòn. Xe khách bị xoay một vòng. Do lực tác động lớn, chiếc xe khách tiếp tục lao thẳng vào xe máy BKS 29S1 - 1976 đang lưu thông trên đường Quốc lộ 1 khiến người trên xe máy và 8 người trên xe khách tử vong. Riêng chú rể may mắn chỉ bị thương nhẹ. Chiếc xe khách bị hư hỏng nặng. Nguyên nhân tai nạn là do lái xe khách thiếu quan sát vì mải gọi điện thoại, mặc cho hành khách trên xe liên tục gào hét.[5]
- Tối 31 tháng 1 năm 2011, tàu khách SE2 đầu máy D19E - 951 chạy từ TP HCM ra Hà Nội, đến cầu Ghềnh (Biên Hòa, Đồng Nai) bắc trên sông Đồng Nai đã húc trực diện vào một loạt xe ô tô và xe máy đang lưu thông trên cầu làm 2 người thiệt mạng, 24 người bị thương. Nguyên nhân được xác định là do nhân viên gác cầu không đóng chắn.
- Sáng 24 tháng 10 năm 2016, chiếc xe ô tô Honda CR-V biển số xe 30A - 602.25 chở theo 7 người chạy trên Quốc lộ 1 khi đi qua đường ngang dân sinh đoạn qua thôn Văn Giáp, xã Văn Bình, huyện Thường Tín, Hà Nội, do không chú ý quan sát, nên bị tàu  SE2 (D19E - 930 kéo) hướng Thường Tín - Hà Nội tông trực diện khiến cho 6 người tử vong, 1 người nguy kịch.
- Lúc 0h30 ngày 24 tháng 5 năm 2018, tại khu gian Khoa Trường - Trường Lâm, xã Trường Lâm (huyện Tĩnh Gia, Thanh Hoá), đoàn tàu SE19 do đầu máy D19E - 927 kéo chở 407 hành khách di chuyển từ ga Hà Nội đi ga Đà Nẵng, khi đi qua đường ngang có gác chắn đã đâm thẳng ôtô tải "hổ vồ" chở đá mang biển số xe Nghệ An (37C-151.38). Vụ tai nạn đã khiến đầu máy bị đổ và lăn xuống ruộng, 6 toa xe bị trật bánh, xe tải bị nát bét. Lái tàu là anh Nguyễn Thế Hùng (SN 1976) và phụ lái tàu Nguyễn Xuân Đệ (SN 1985) bị kẹt trong cabin đầu máy và đã tử vong, 13 hành khách bị thương. Lái xe là Hồ Sỹ Nam (SN 1984) cũng bị thương nặng. Vụ tai nạn được điều tra, xác định do lỗi của 2 nhân viên gác chắn tàu hỏa đã không kéo rào chắn kịp thời.
- Trưa ngày 15 tháng 6 năm 2018, một người đàn ông cùng với một người phụ nữ đi xe máy BKS 36B4 - 200.61 khi đi qua chắn Thanh Hóa, (đường Nguyễn Chí Thanh, phường Đông Thọ, thành phố Thanh Hóa) vì không quan sát nên đã bị tàu SE11 Bắc - Nam tông tử vong.

### Trên tuyến đường sắt địa phương
- Tai nạn đường sắt nghiêm trọng xảy ra vào ngày 10 tháng 8 năm 2009 tại km 61 + 500 thuộc thôn Tiền Trung, xã Nam Đồng (thành phố Hải Dương) thuộc tuyến đường sắt Hà Nội - Hải Phòng làm 1 người chết tại chỗ và 5 người bị thương. Vụ tai nạn khiến các thanh tà vẹt ngăn cách đường sắt và đường bộ bị văng ra. Các nạn nhân được đưa đi cấp cứu tại Bệnh viện Đa khoa TP. Hải Dương.[6]
- Lúc 4 giờ sáng ngày 6 tháng 9 năm 2010, chuyến tàu chở hơn 400 hành khách hướng từ Hà Nội đi Lào Cai, khi qua huyện Văn Yên (Yên Bái) thì bị lật. Vụ tai nạn khiến 2 người thiệt mạng tại chỗ.[7]

## Các dự án mới
- Nối liền mạng lưới đường sắt với Trung Quốc và nhiều quốc gia Đông Nam Á khác.
- Xây dựng tuyến đường sắt đô thị tại Hà Nội, tại thành phố Hồ Chí Minh.
- Xây dựng tuyến đường sắt cao tốc Bắc - Nam.

## Những nhân vật nổi bật

### Lãnh đạo đường sắt
- Hồng Xích Tâm - Nguyên Tổng cục trưởng Tổng cục Đường sắt, Thứ trưởng Bộ Giao thông Vận tải;
- Hà Đăng Ấn - Nguyên Tổng cục trưởng Tổng cục Đường sắt;
- Ngô Gia Khảm - Anh hùng Lao động, Nguyên Giám đốc Nhà máy Toa Xe lửa Gia Lâm;
- Tạ Đình Đề - Nguyên Trưởng ban Ban Thể dục Thể thao Đường sắt, Giám đốc Xưởng Dụng cụ Cao su Đường sắt;
- Đào Duy Khương - Thầy thuốc Nhân dân, Nguyên Giám đốc Sở Y tế Đường sắt;
- Vạn Lịch - Nhà Thơ, Nguyên Chánh Văn phòng Tổng cục Đường sắt;

### Nhân vật liên quan tới chức trách khác
- Lưu Quang Vũ - Nhà thơ, nhà biên kịch, công nhân Xưởng Dụng cụ Cao su Đường sắt;
- Phan Lạc Hoa - Nhạc sĩ, công nhân Xưởng Dụng cụ Cao su Đường sắt;
- Đào Đình Bình - Nguyên Tổng Giám đốc Liên hiệp Đường sắt Việt Nam, Bộ trưởng Bộ Giao thông Vận tải;
- Trịnh Quang Xuân - Lão thành Cách mạng trước 1930; Nguyên Bí thư Đảng ủy, Phó Trưởng Công ty Y tế Đường sắt; Nguyên Giám đốc Trường Đảng Tổng cục Đường sắt;
- Hồ Văn Tám - Nguyên Phó Ban Tuyên giáo Đảng Uỷ Tổng cục Đường Sắt, Nguyên Phó Giám đốc Trường Đảng Tổng cục Đường sắt.
- Lê Khả Sỹ - Nhà Thơ, Nguyên Cán bộ Cơ quan Tổng cục Đường sắt;
- Nguyễn Hữu Bằng - Tổng Giám đốc

## Hình ảnh

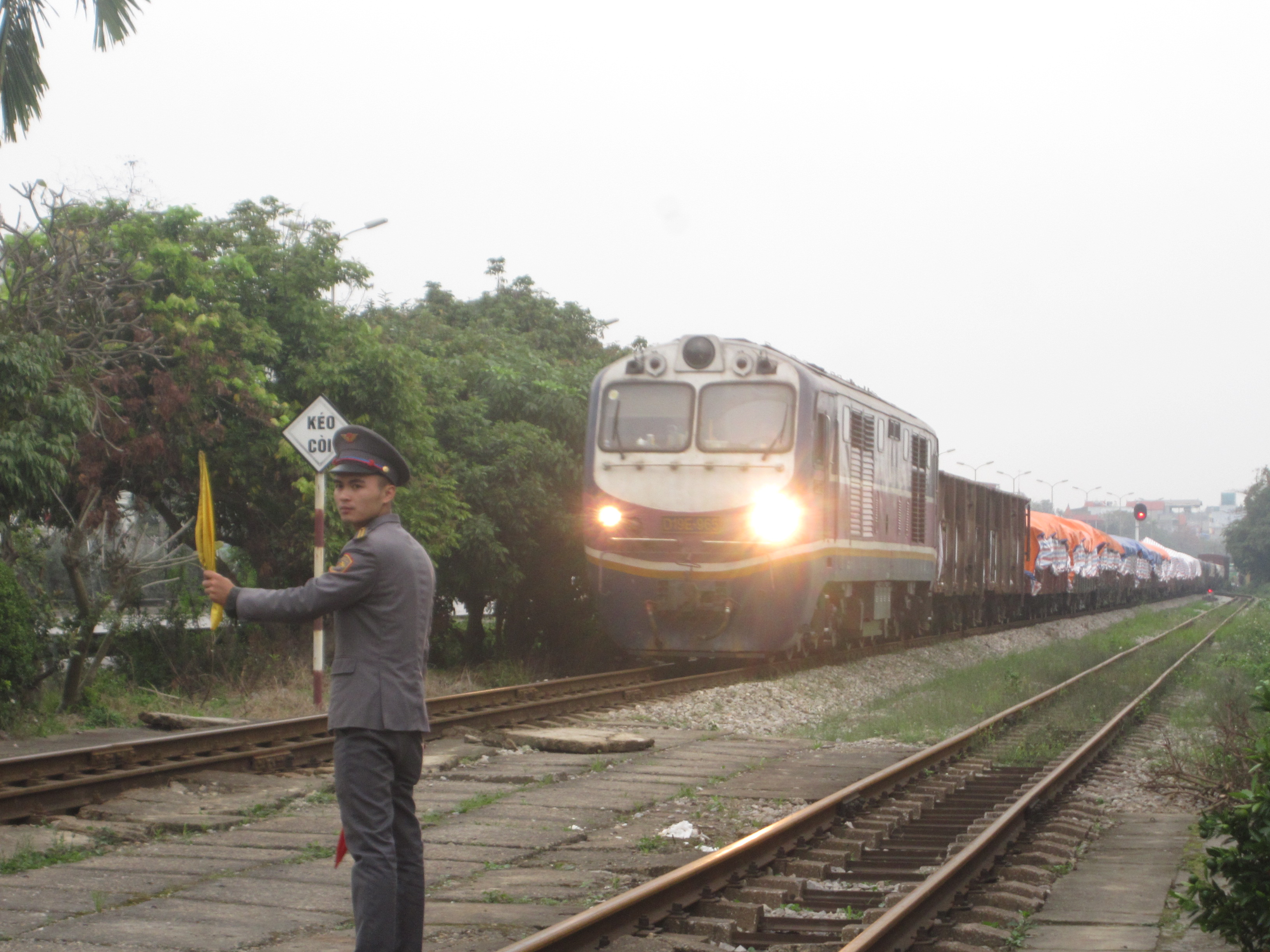
Tàu chở quặng lưu huỳnh Hải Phòng - Lào Cai thông qua ga Cầu Bây
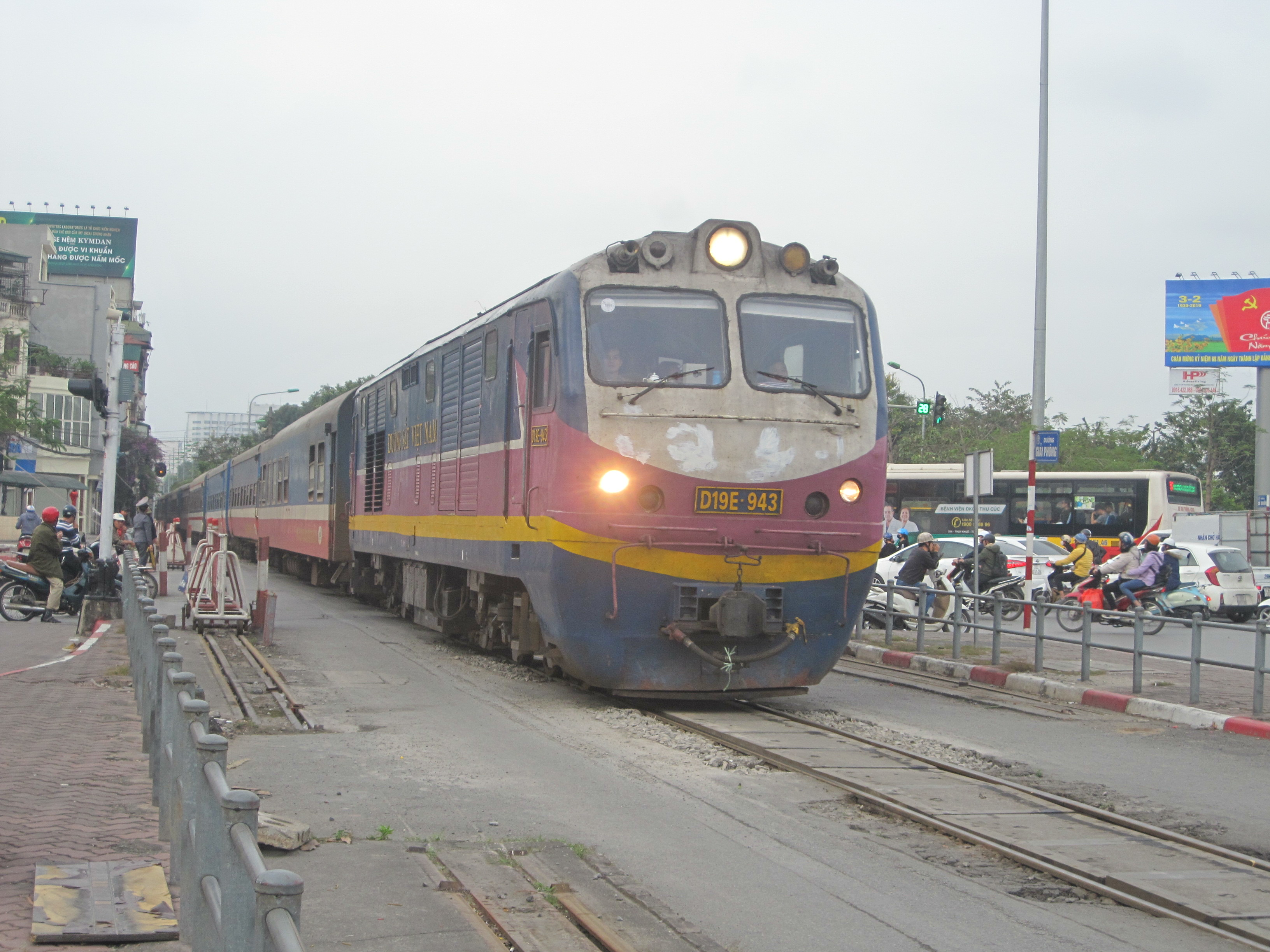
Tàu TN5 qua ngã tư Kim Liên, Hà Nội
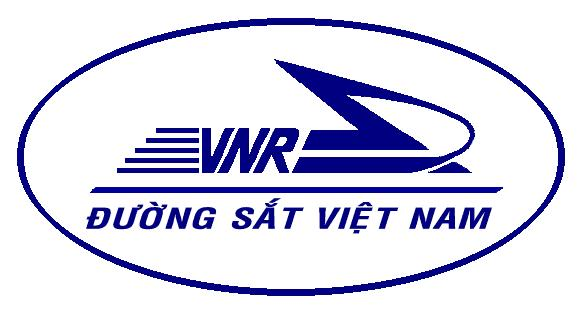
Logo chính thức của ngành đường sắt
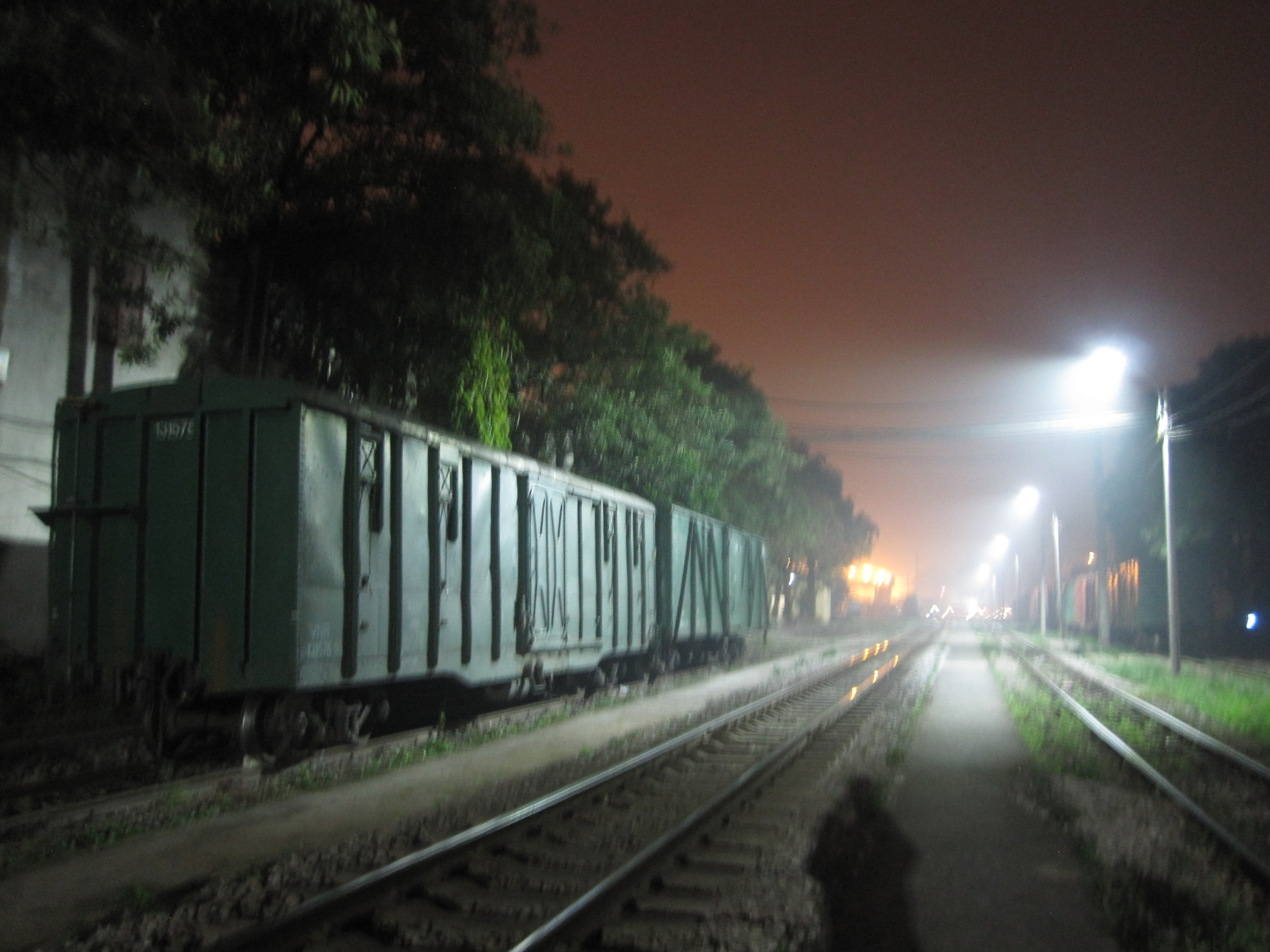
Một góc ga Văn Điển về đêm
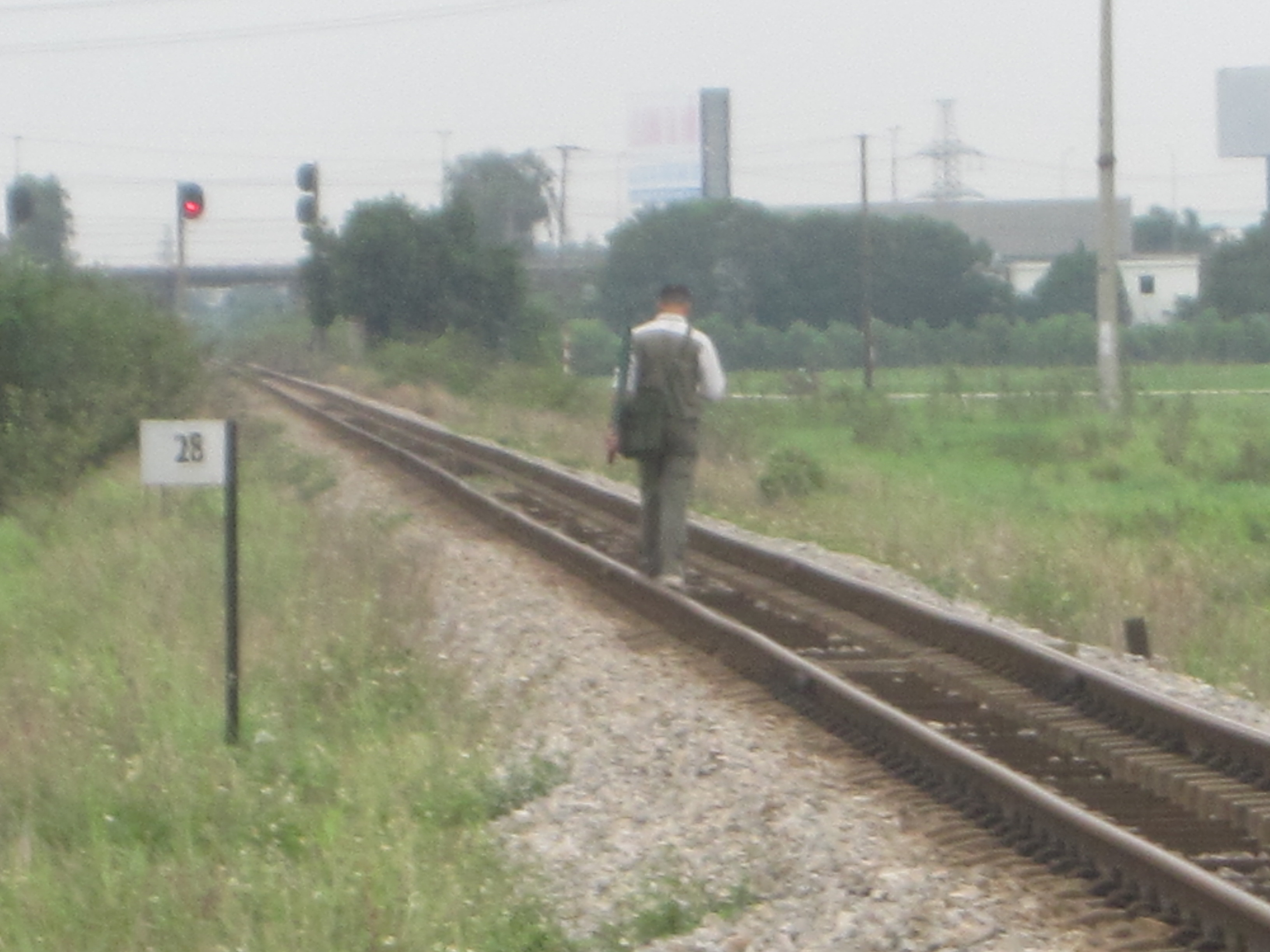
Người công nhân tuần đường